# اطاقور
شهر اطاقوَر یا اتاقوَر (otaqvar)از توابع شهرستان لنگرود در استان گیلان و در شمال ایران قرار دارد.

## جمعیت
براساس سرشماری سال ۱۳۹۵ جمعیت اتاقور برابر با ۱٬۹۳۸ نفر بوده‌است.زبان مادری مردم آن گیلکی است و با گویش بیه پیش صحبت می‌کنند.

## موقعیت
شهر اطاقور در مختصات جغرافیایی ۳۷ درجه و ۶ دقیقه عرض شمالی از خط استوا و ۵۰ درجه و ۶ دقیقه طول شرقی از نصف النهار مبدأ در شرق استان گیلان واقع شده‌است.
۳۷°۶′۳۶″ شمالی ۵۰°۶′۵۵″ شرقی / ۳۷٫۱۱۰۰۰°شمالی ۵۰٫۱۱۵۲۸°شرقی
موقعیت مکانی این شهر به‌طوری است که به ۴ شهر اصلی استان گیلان متصل است. از شمال به شهرهای کومله و لنگرود و دریای خزر، از شمال شرق به شهرستان املش و شلمان و رودسر، از جنوب به رشته کوه‌های البرز و از شمال غربی به لاهیجان محدود می‌شود. فاصله این شهر تا دریا حدود ۱۶ کیلومتر می‌باشد.
رودخانه شلمان‌رود از نزدیکی آن می‌گذرد.

## وجه تسمیه اتاقور
«اطاقور» از دو بخش «اطاق» (شکل محلی و کهن‌تر «اتاق»، به‌معنای خانه یا محل استراحت) و تشکیل شده است. این نام به‌معنای «جایگاه خانه‌ها»است و   در گذشته محل استقرار دائم مردمان این نواحی بوده و خانه‌های پراکنده در دل طبیعت این ناحیه بوده است

## جاذبه‌های گردشگری
این شهر دارای دو پارک جنگلی خرما و بلوردکان می‌باشد که جمعیتی از گردشگران را به این شهر جذب نموده‌است.
احداث مرکز تجاری و تفریحی و گردشگری به مساحت ۵ هکتار برای این شهر در نظر گرفته شده‌است.
همچنین احداث پارک ساحلی در این شهر مورد توافق استانداری استان گیلان قرار گرفته‌است و توسط شهرداری اتاقور در حال اجراست.
منطقه توریستی سیسکوه دارای پتانسیل بالا در گردشگری می‌باشد و مراکز متعدد اقامتی و توریستی در آن در حال احداث می‌باشد.

## نگارخانه

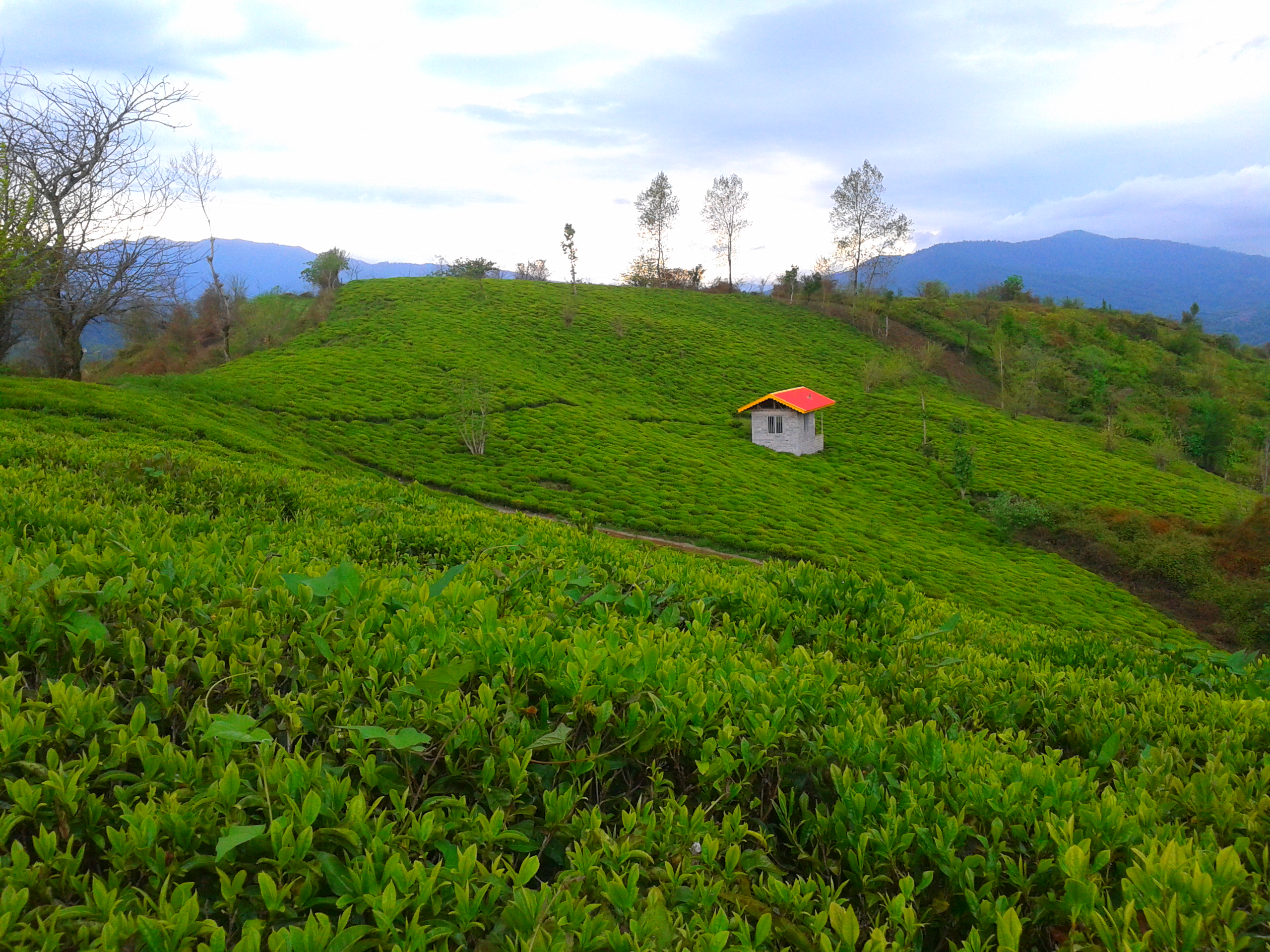
باغات چای

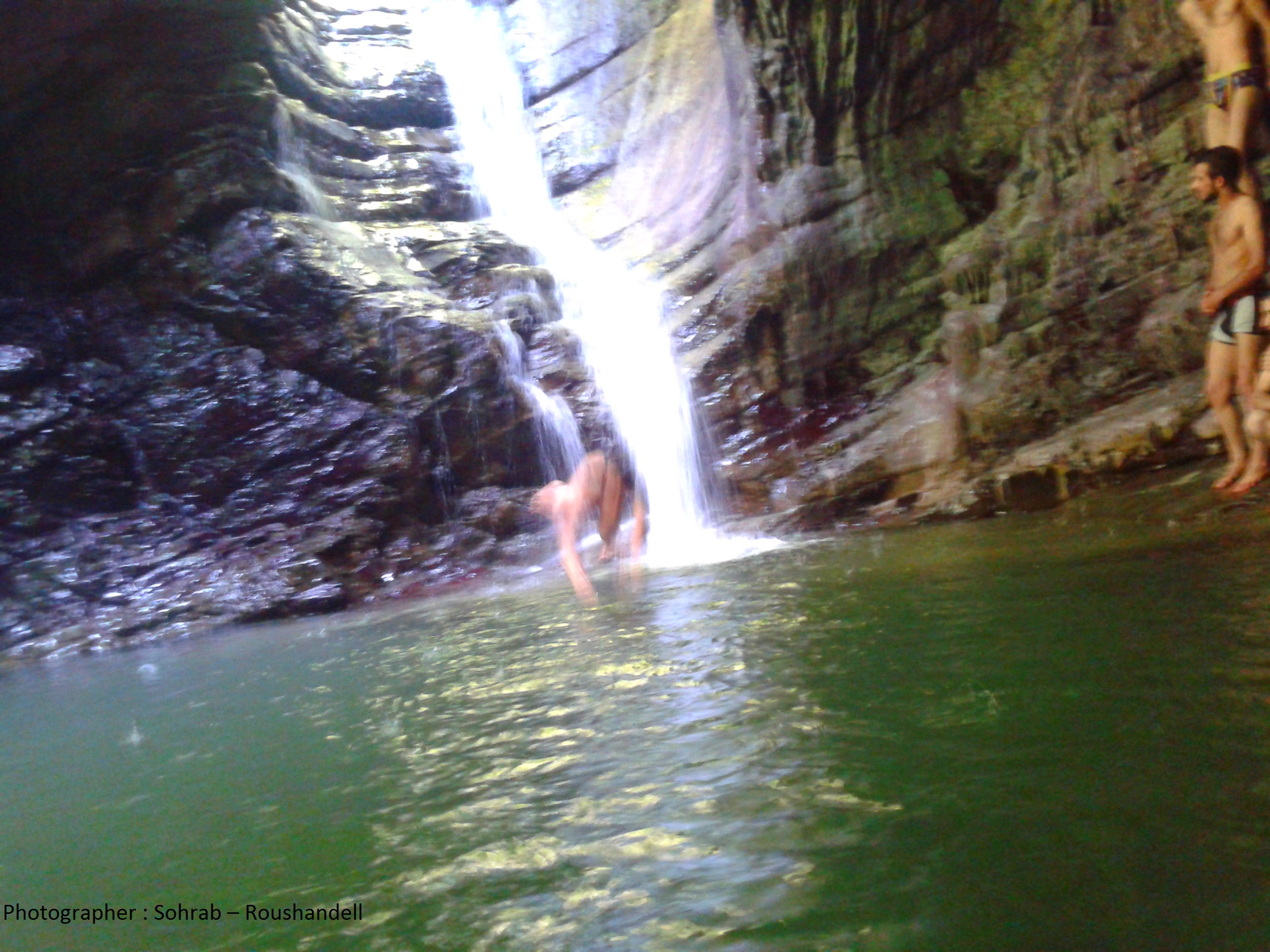
آبشار ماهی مشو ، روستای پنو
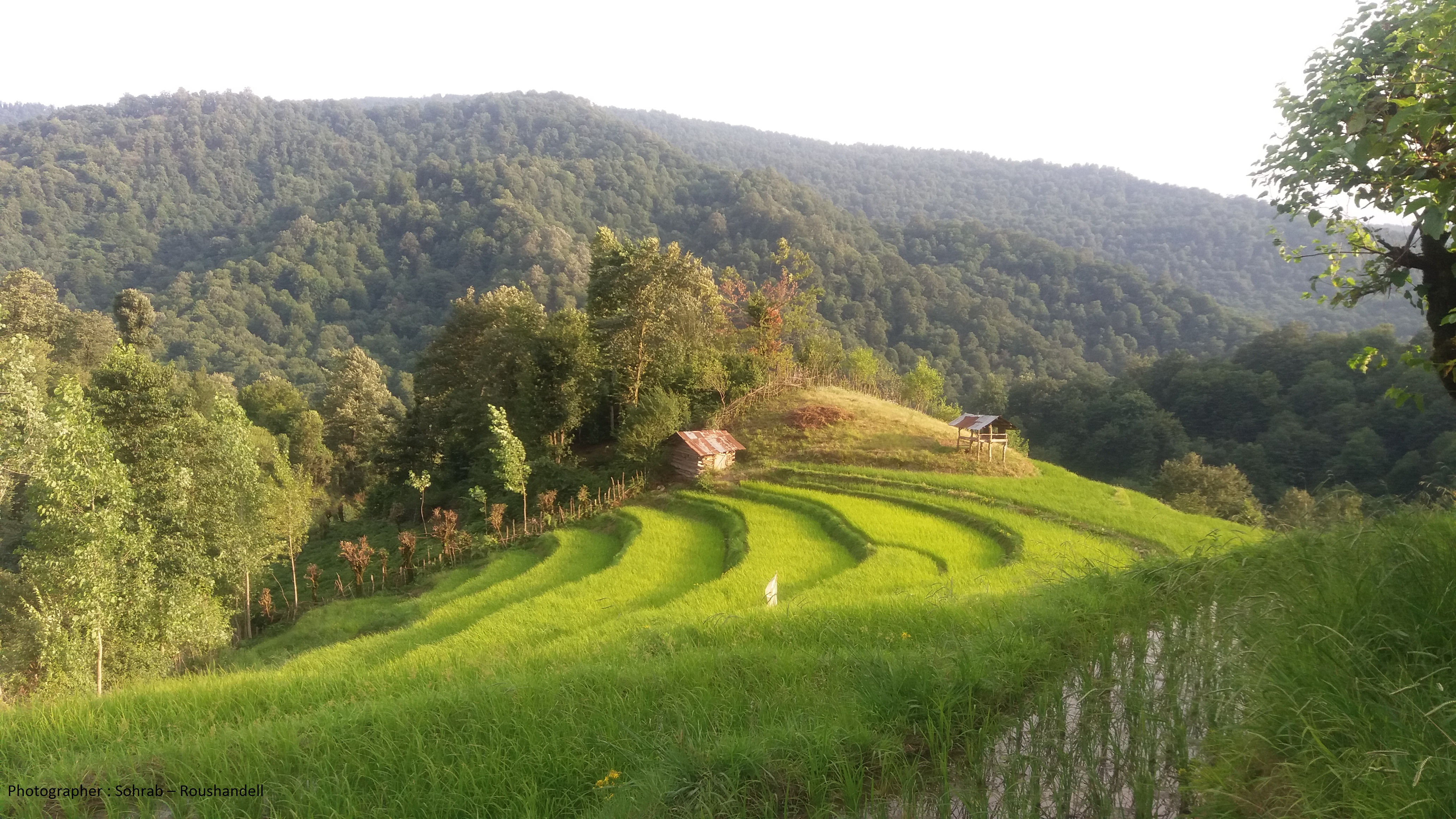
شالیزار آمیسو روستای اِشکآُل
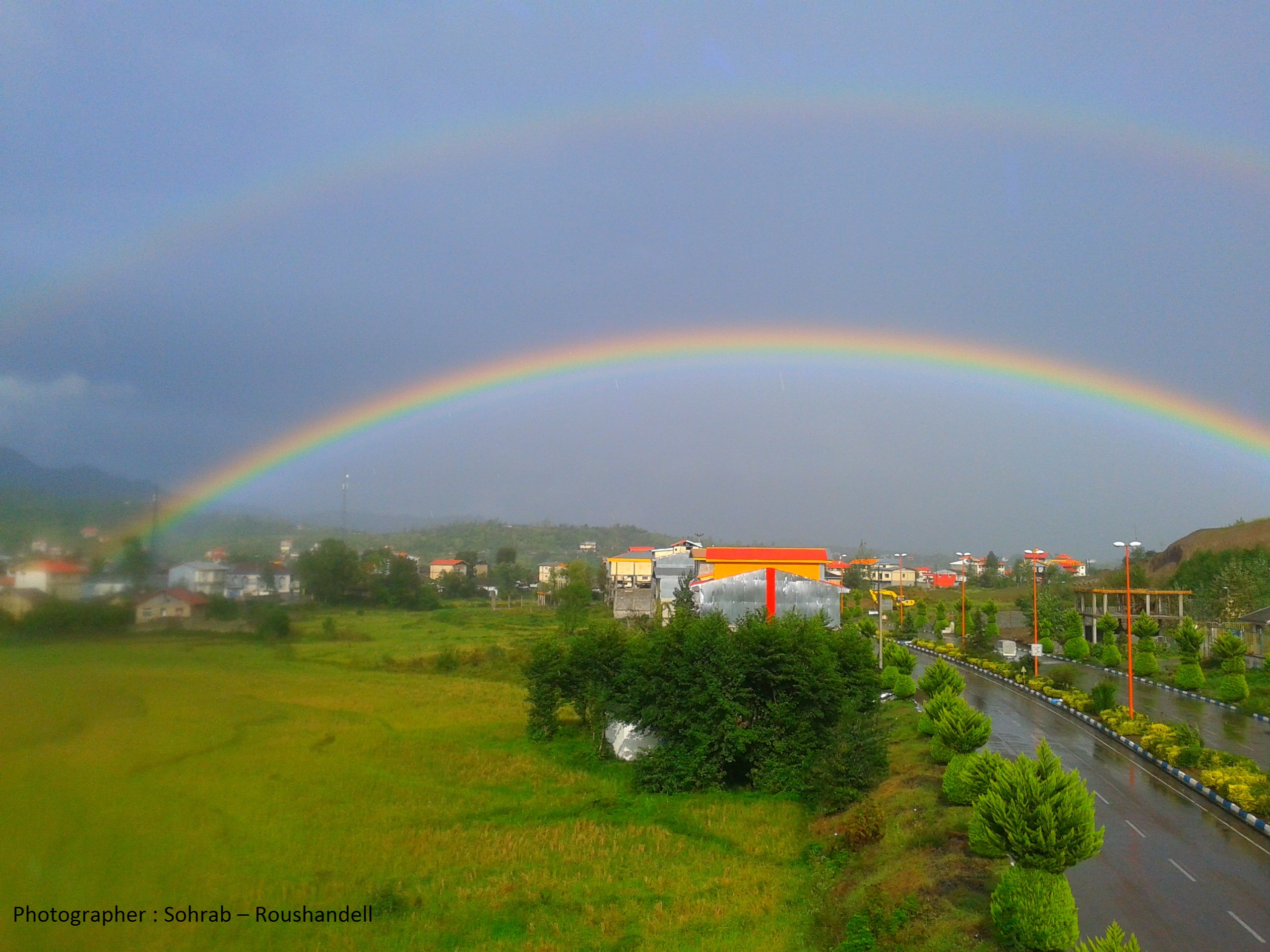
یالمند در اطاقوَر
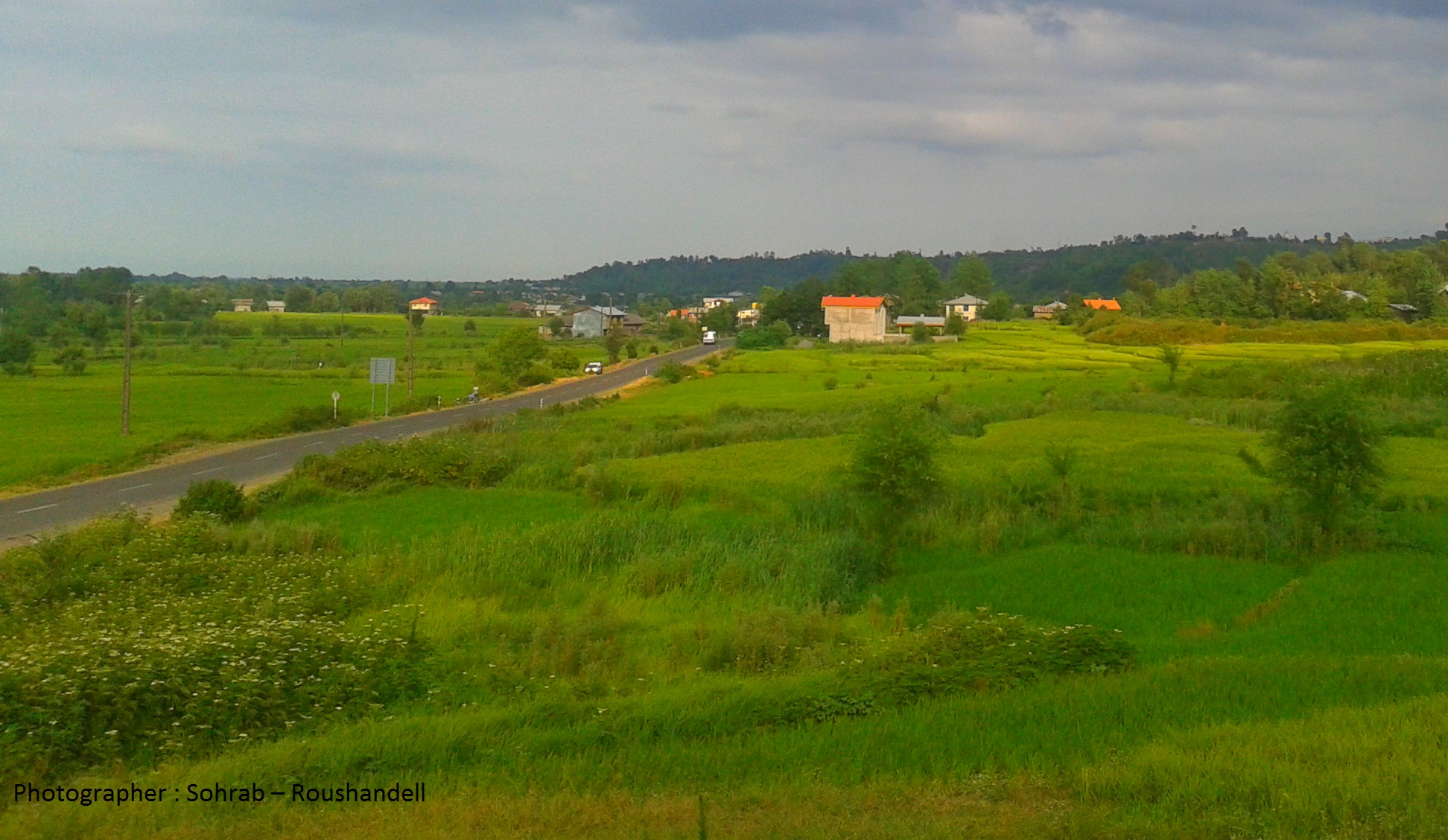
بیجارپس اطاقور
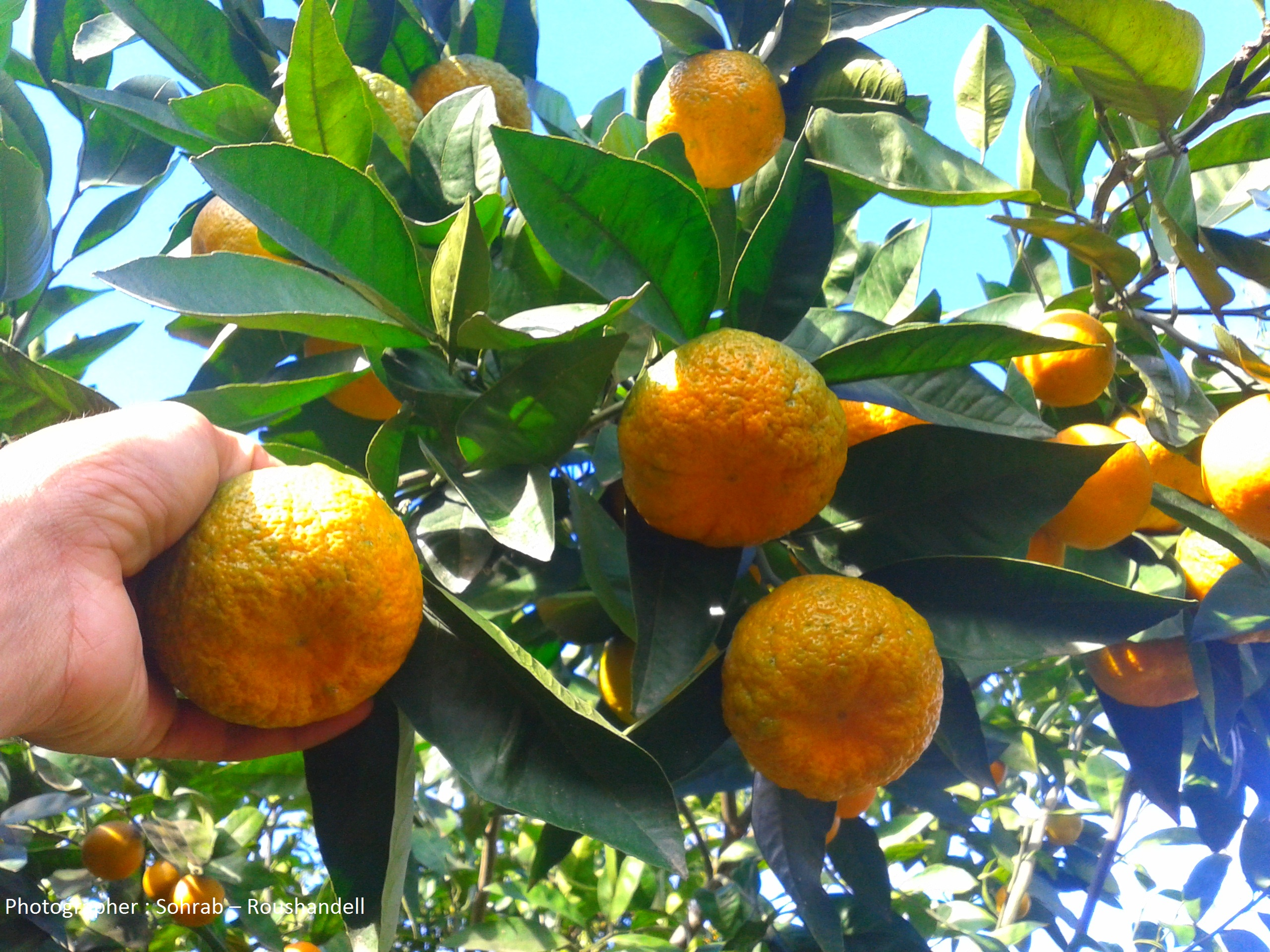
نارنگی
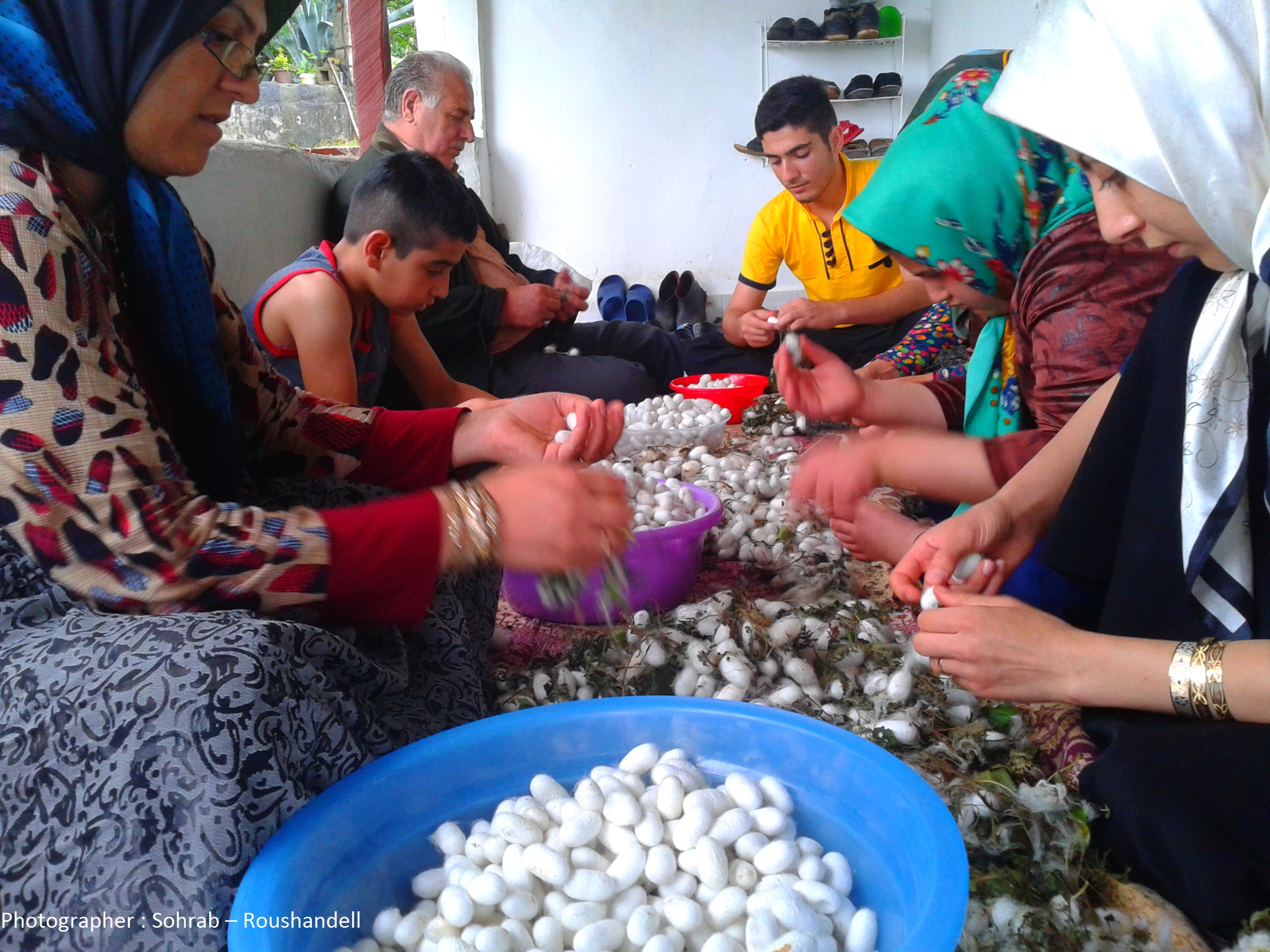
برداشت پیله ابریشم
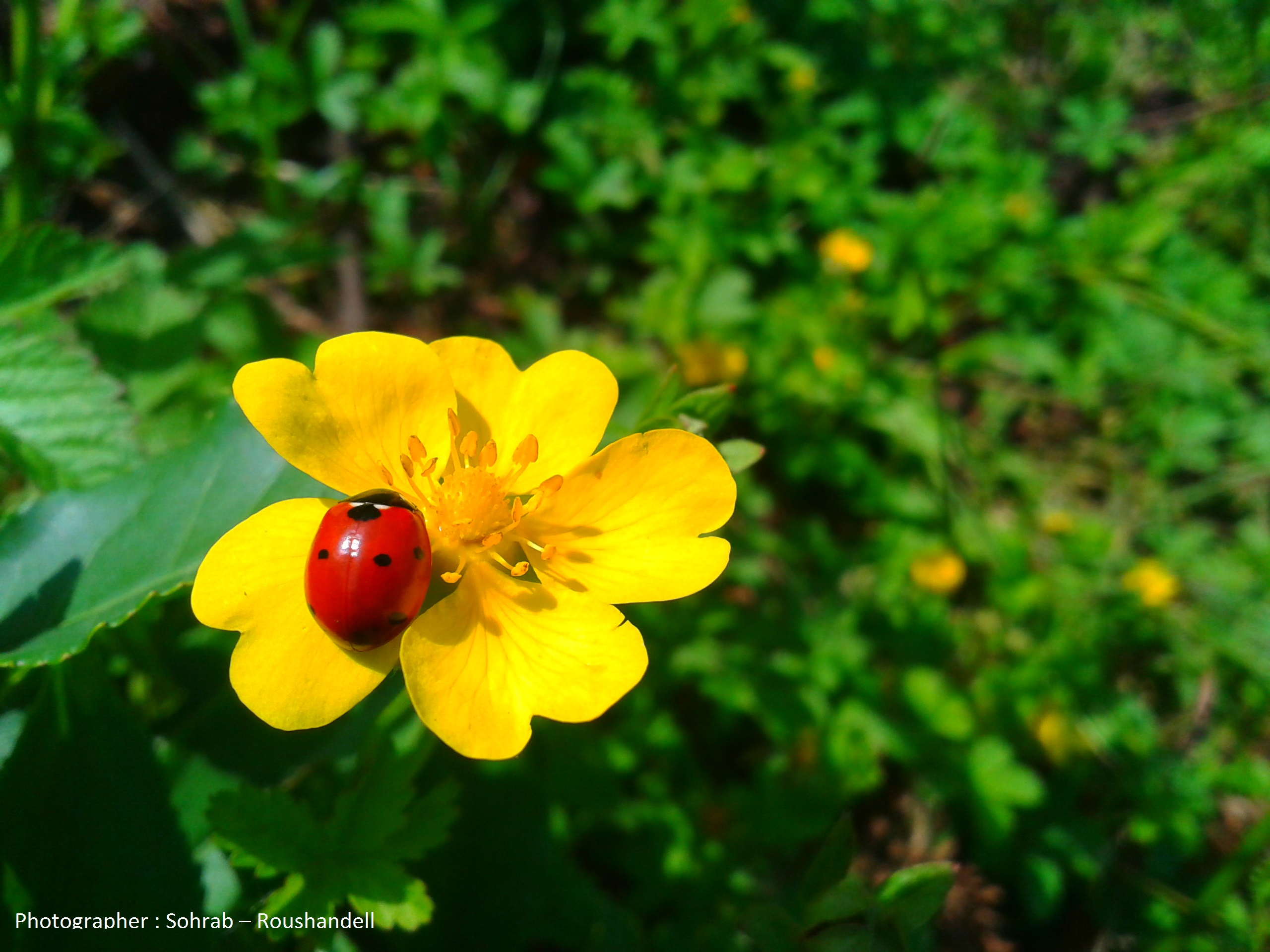
رنگ شادی
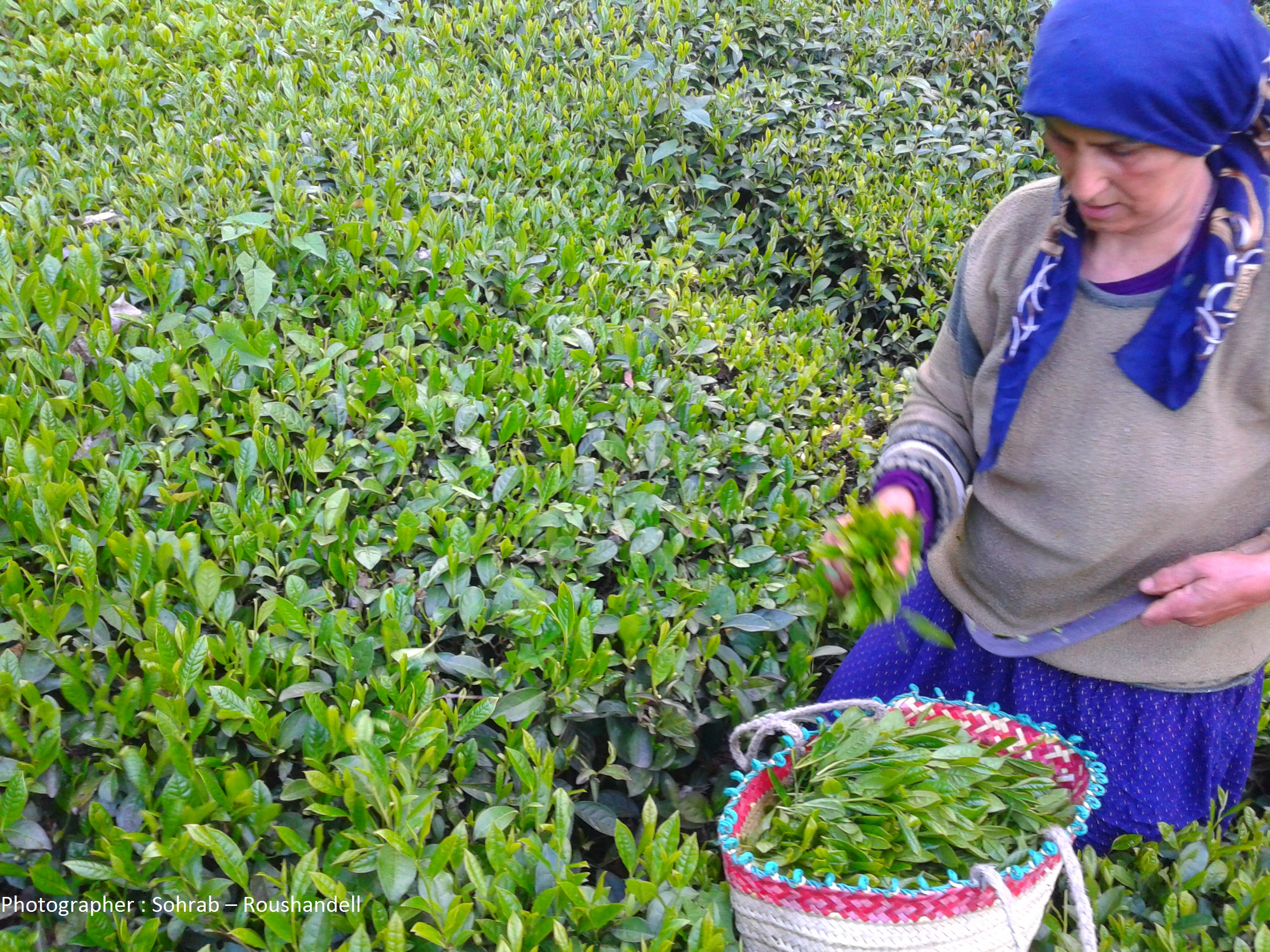
چیدن برگ سبز چای
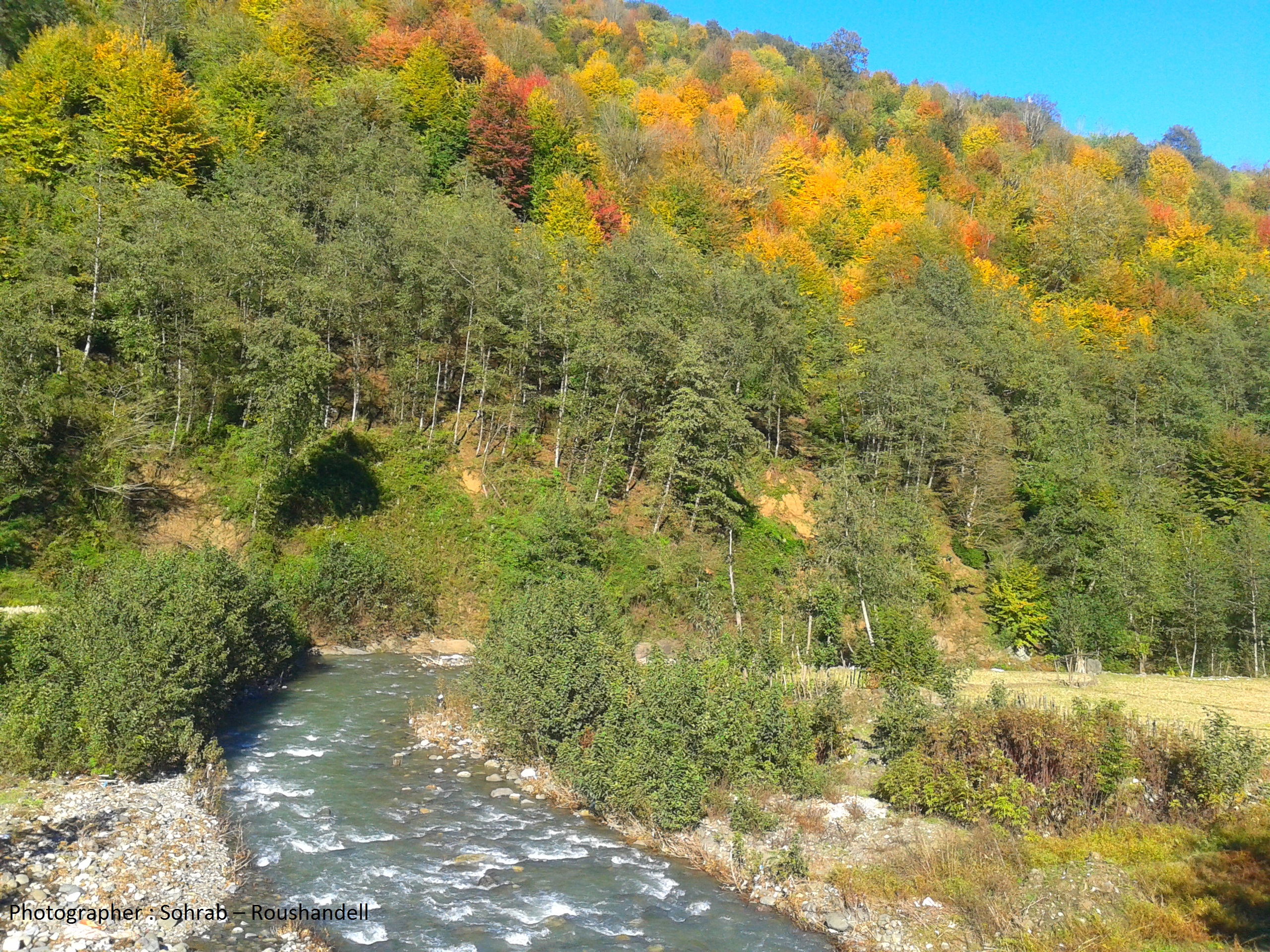
پاییز جنگلهای اطاقور
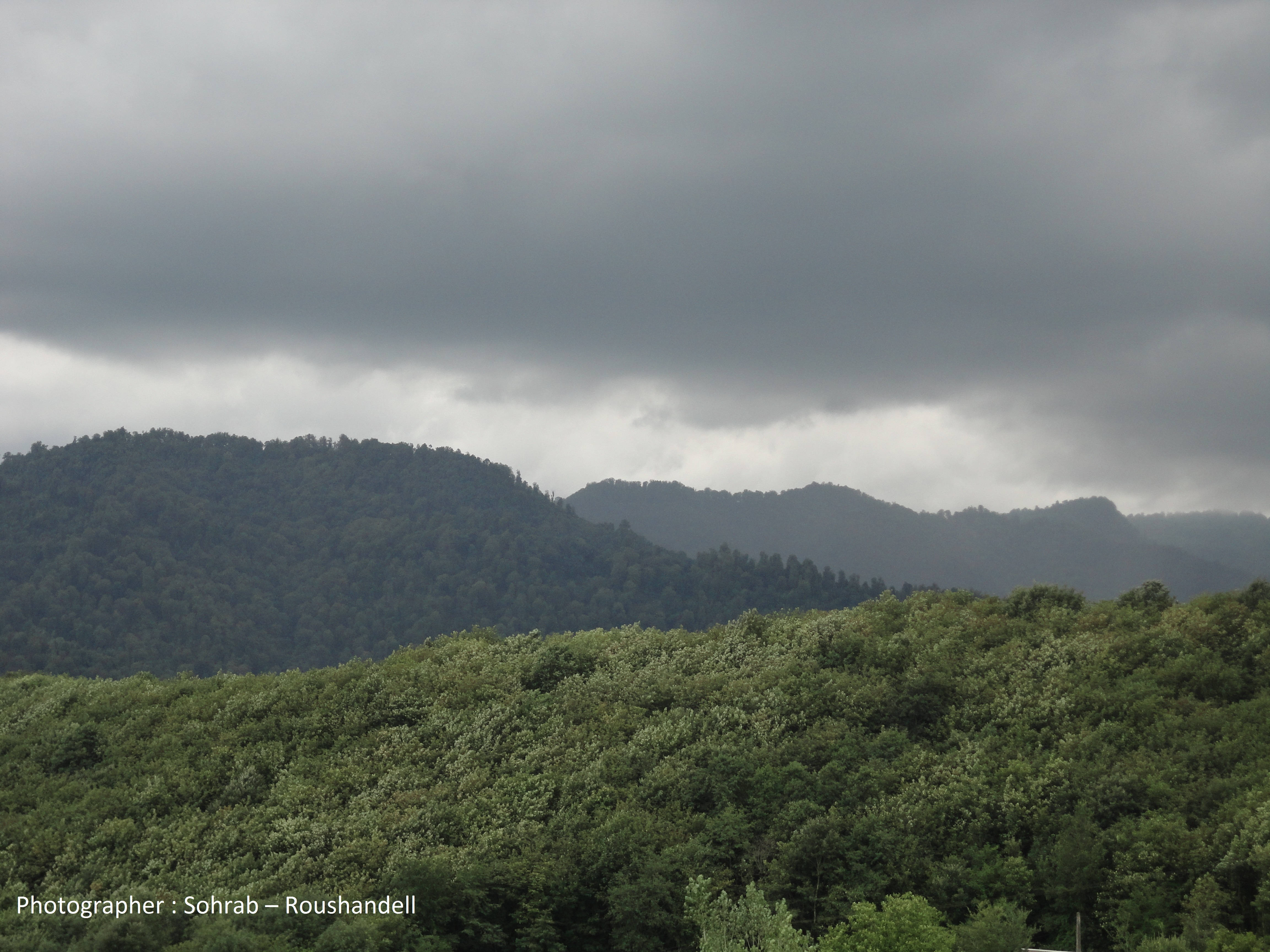
جنگلهای اطاقور
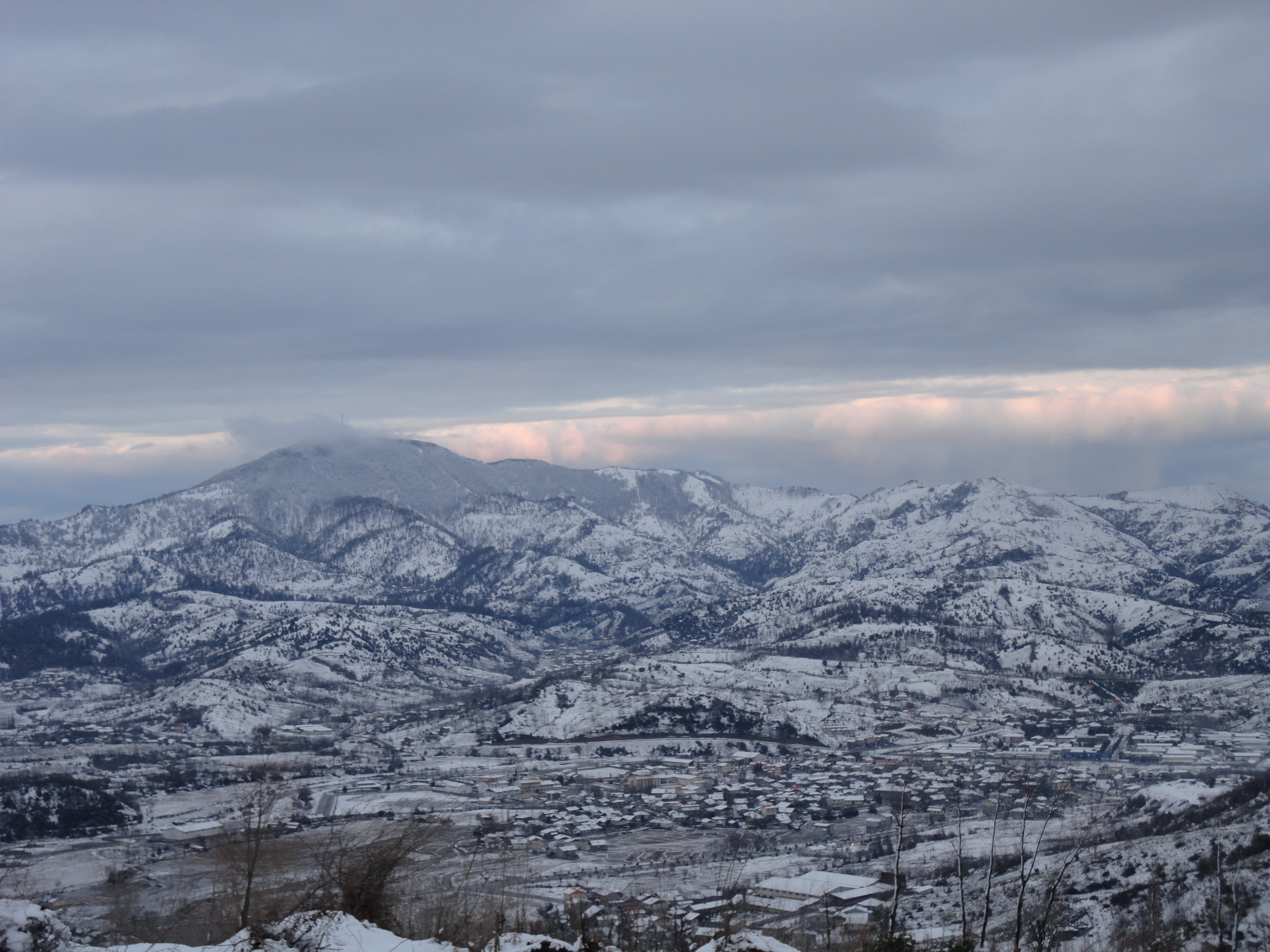
زمستان اطاقور
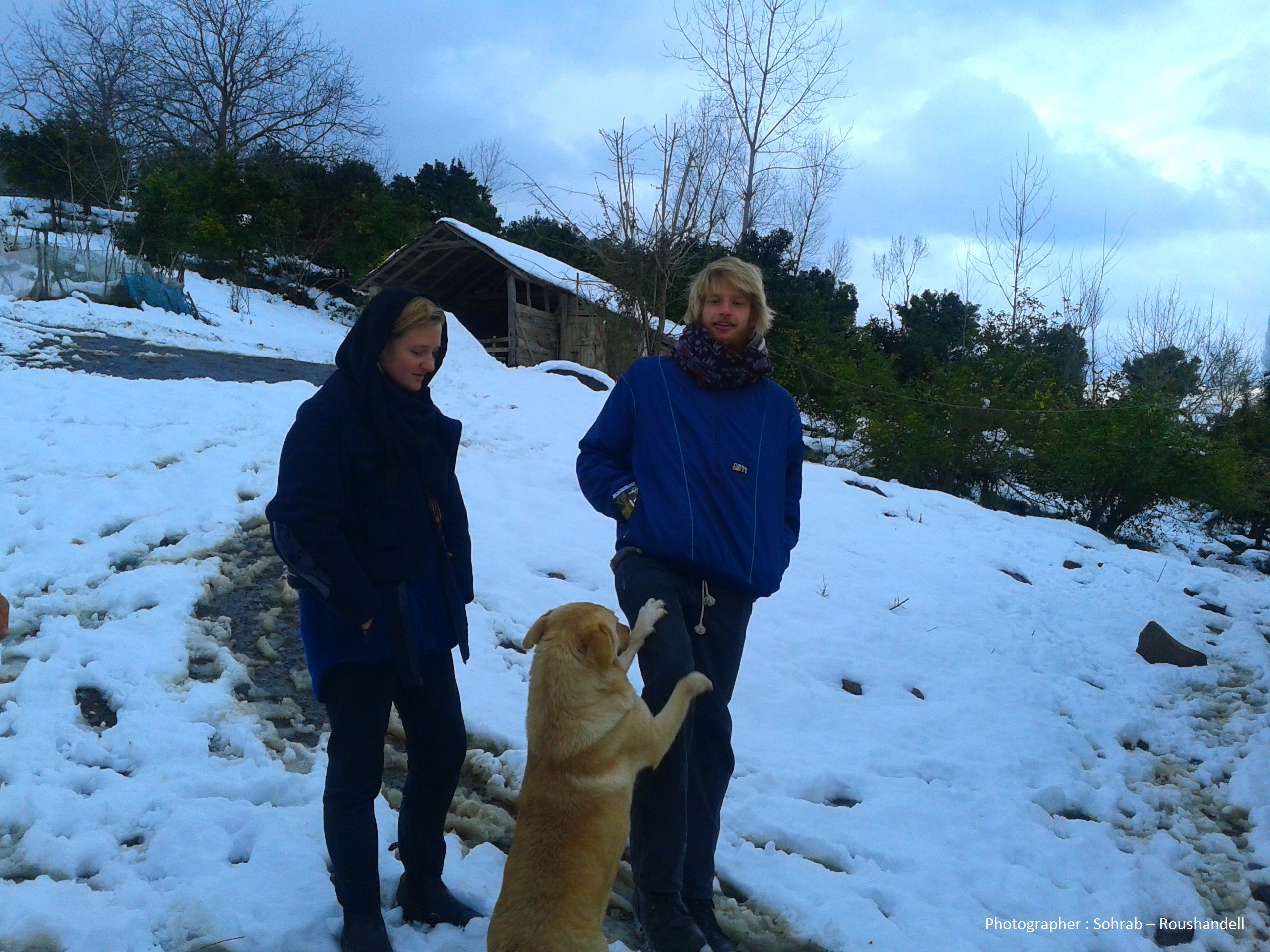
زوج سوئدی در اطاقور ، نارنجبن
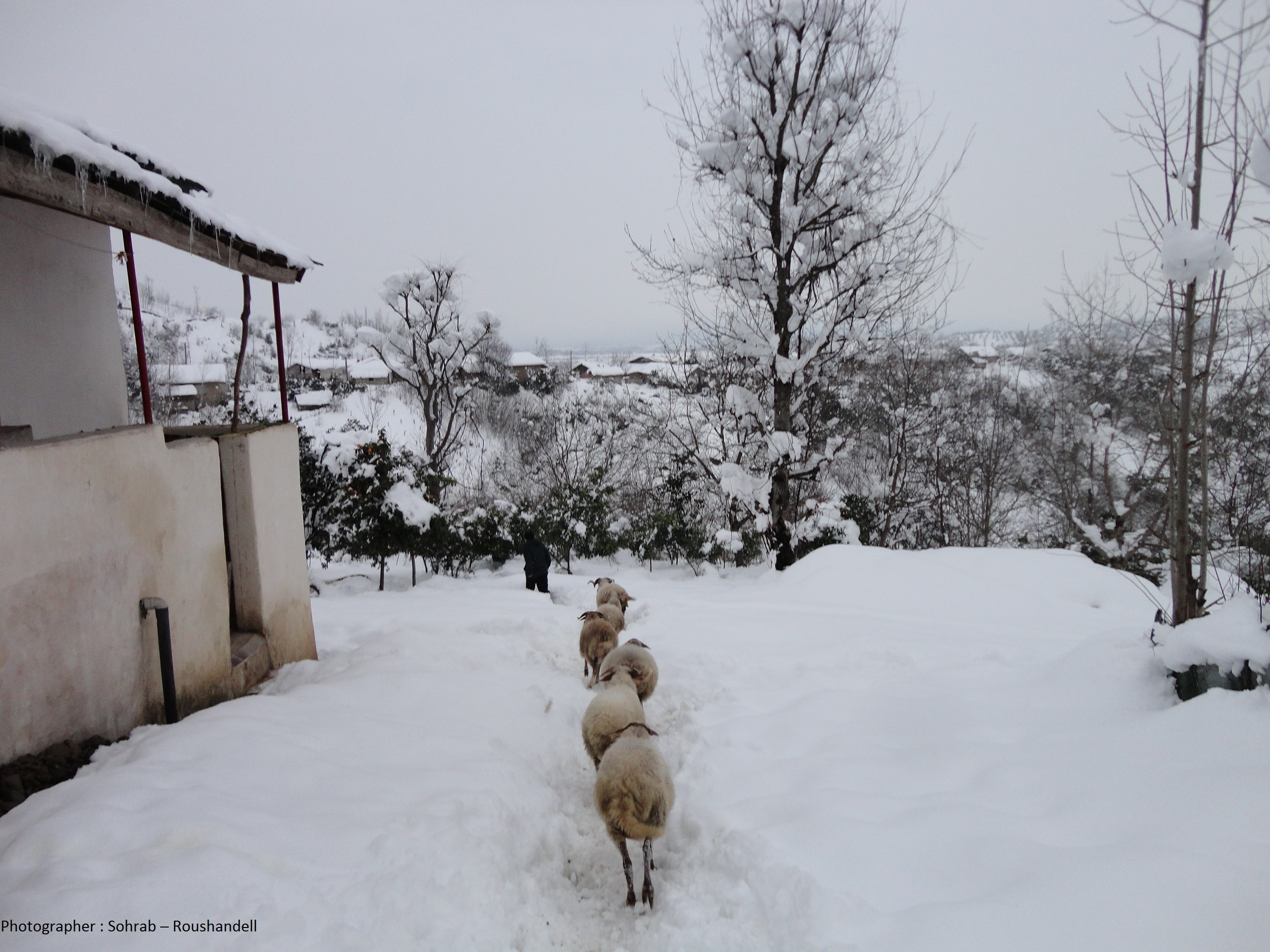
روستا در زمستان ، اربولنگه
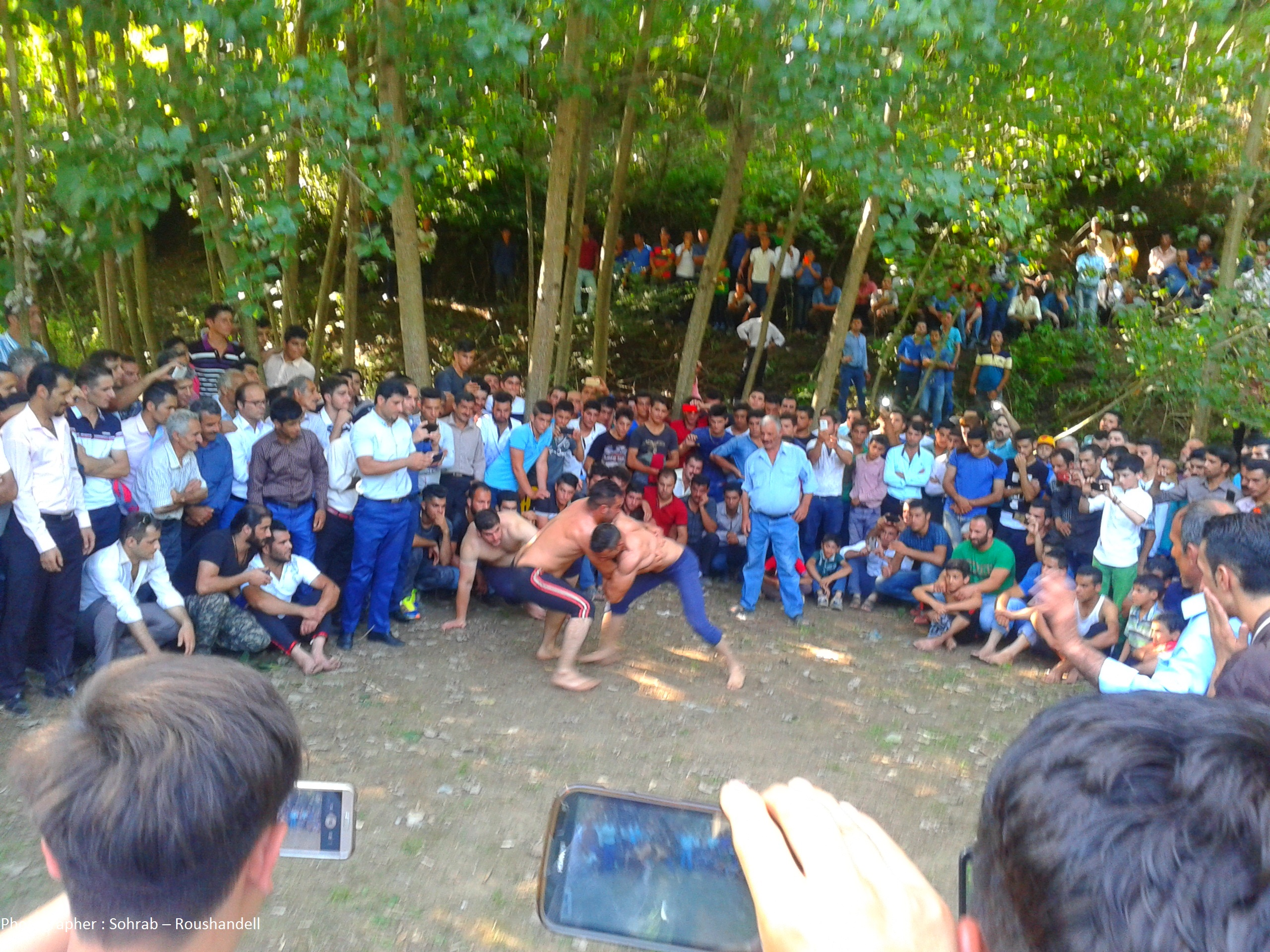
کشتی گیله مردی در اطاقور
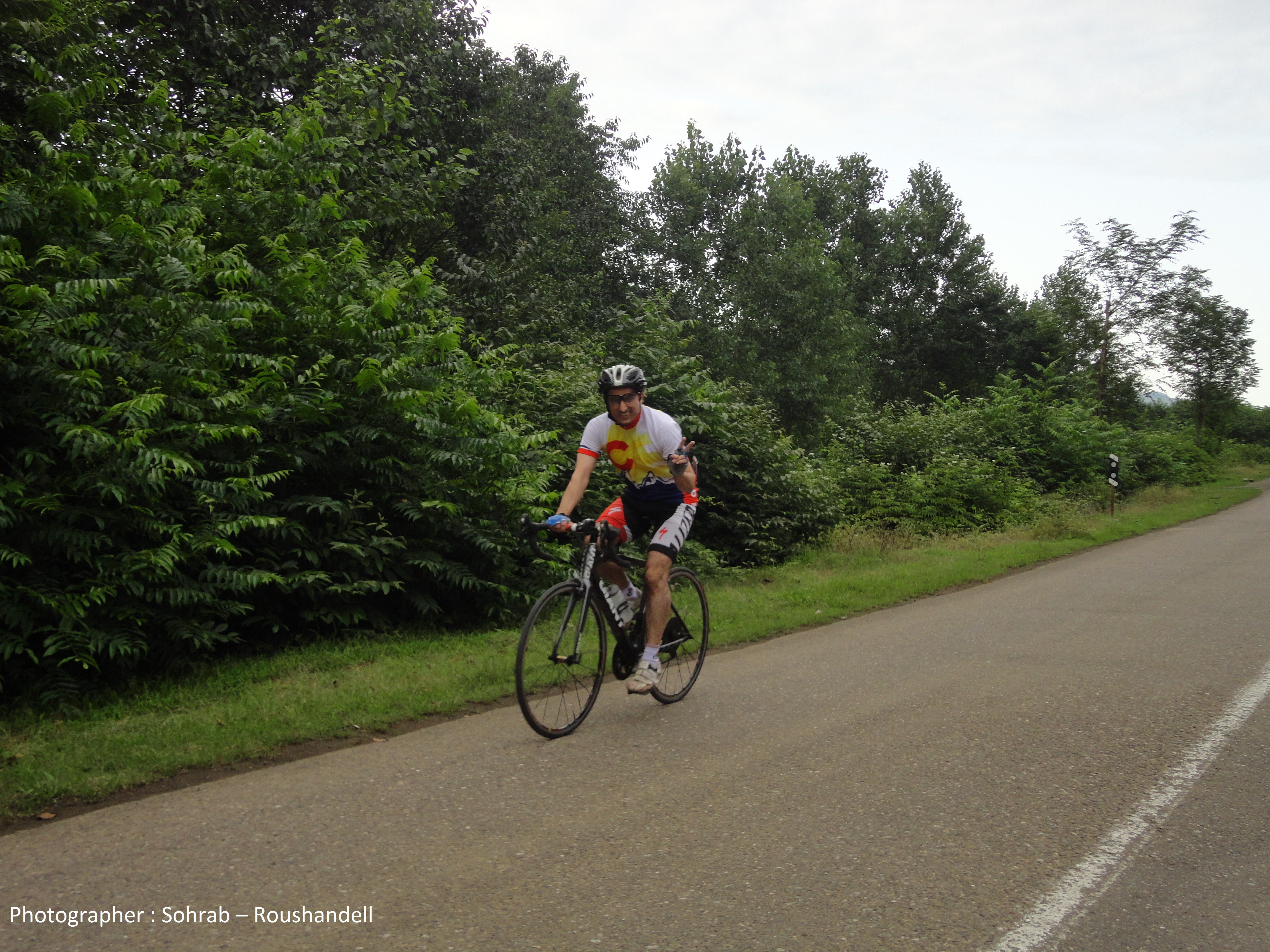
دوچرخه سواری
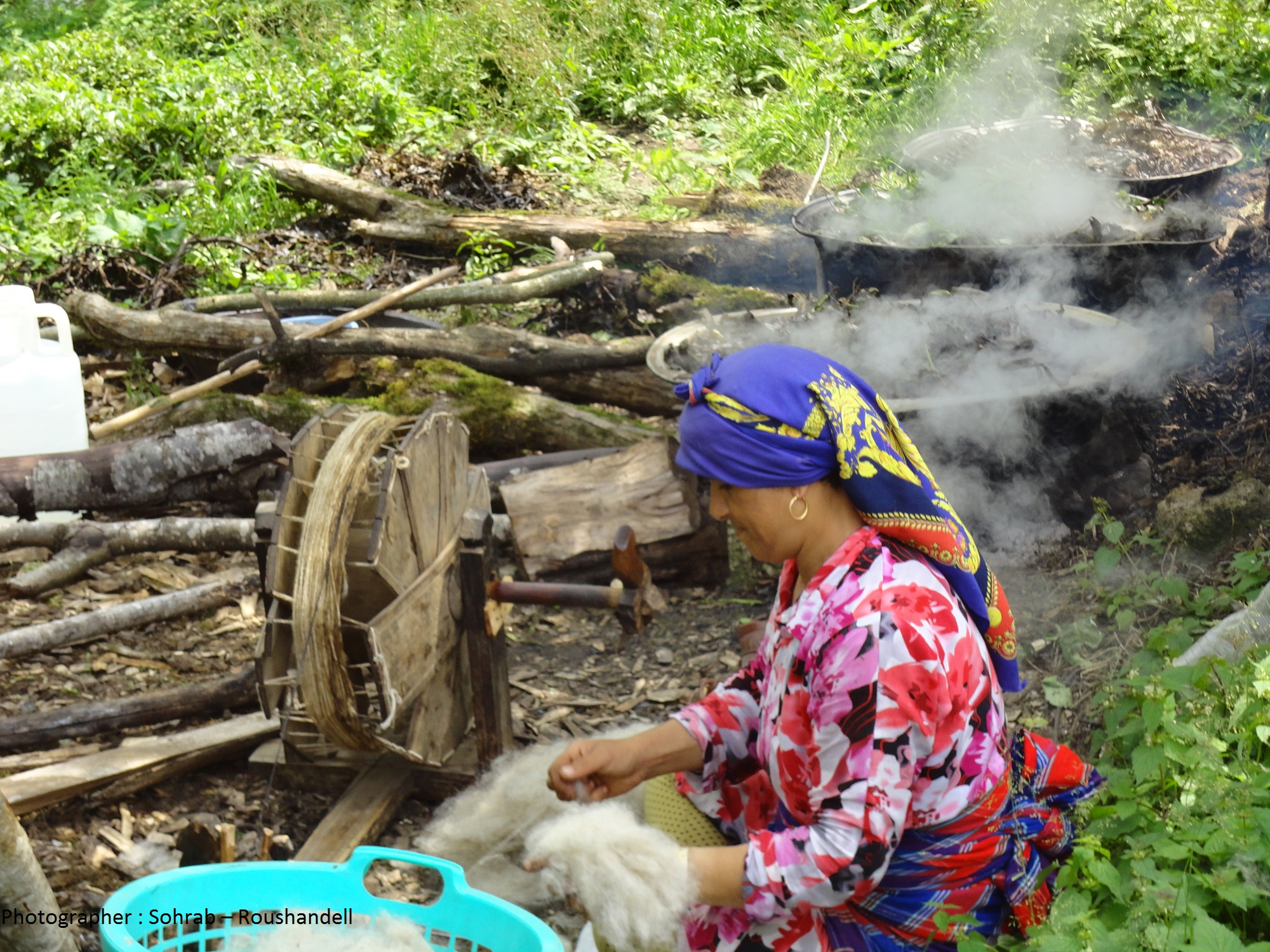
رنگزای طبیعی لباس پشمی و نخ ریسی ، زن هنرمند – تیکسر - اطاقور
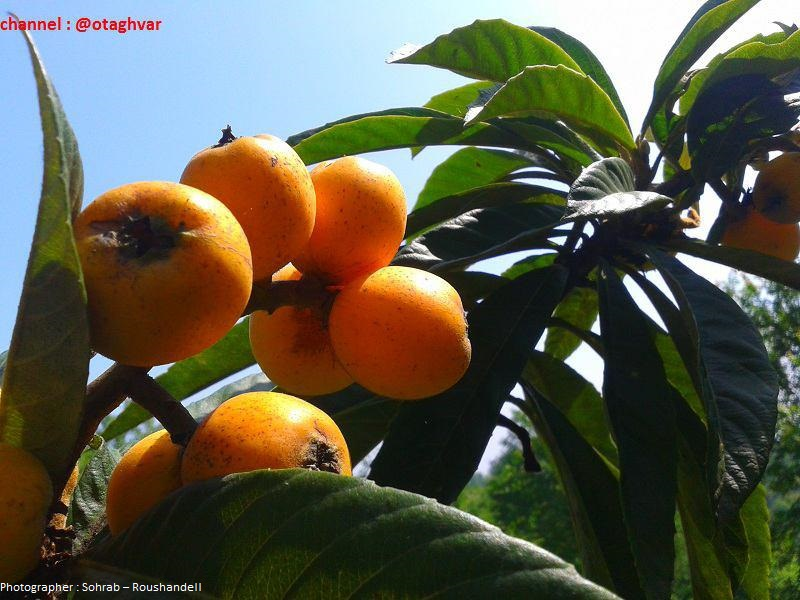
انبه - اطاقور
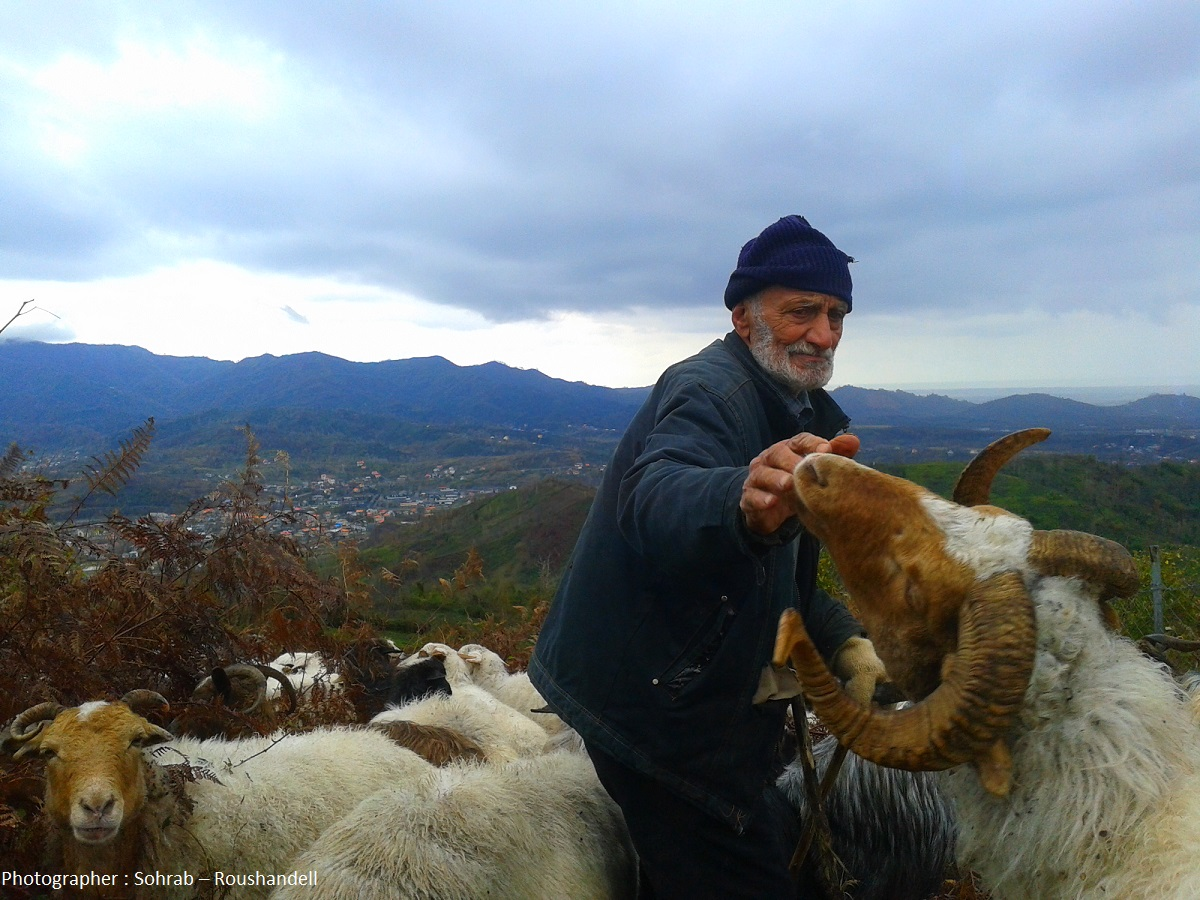
گالش - نارنجبن - اطاقور
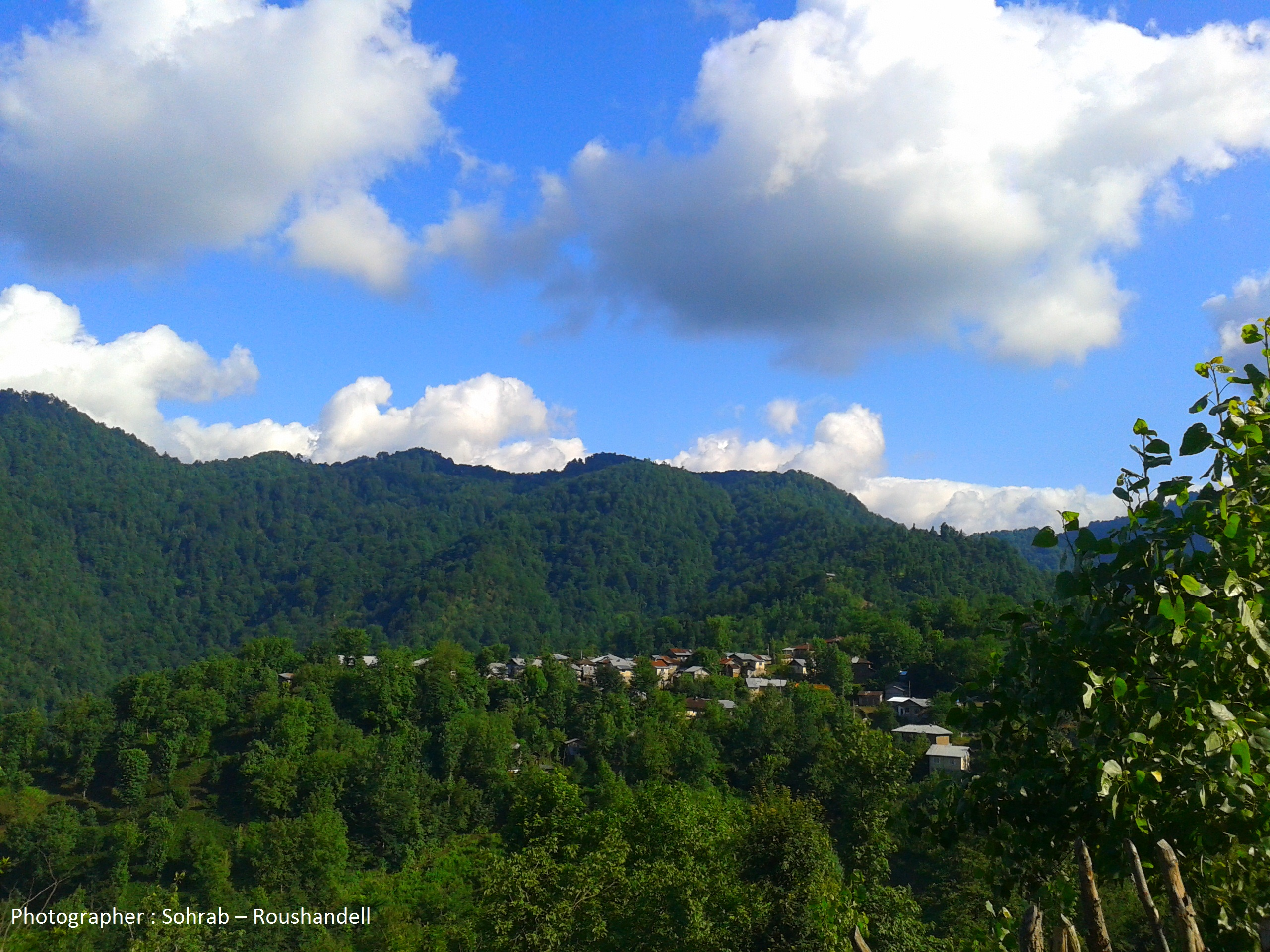
روستای تیکسر - اطاقور
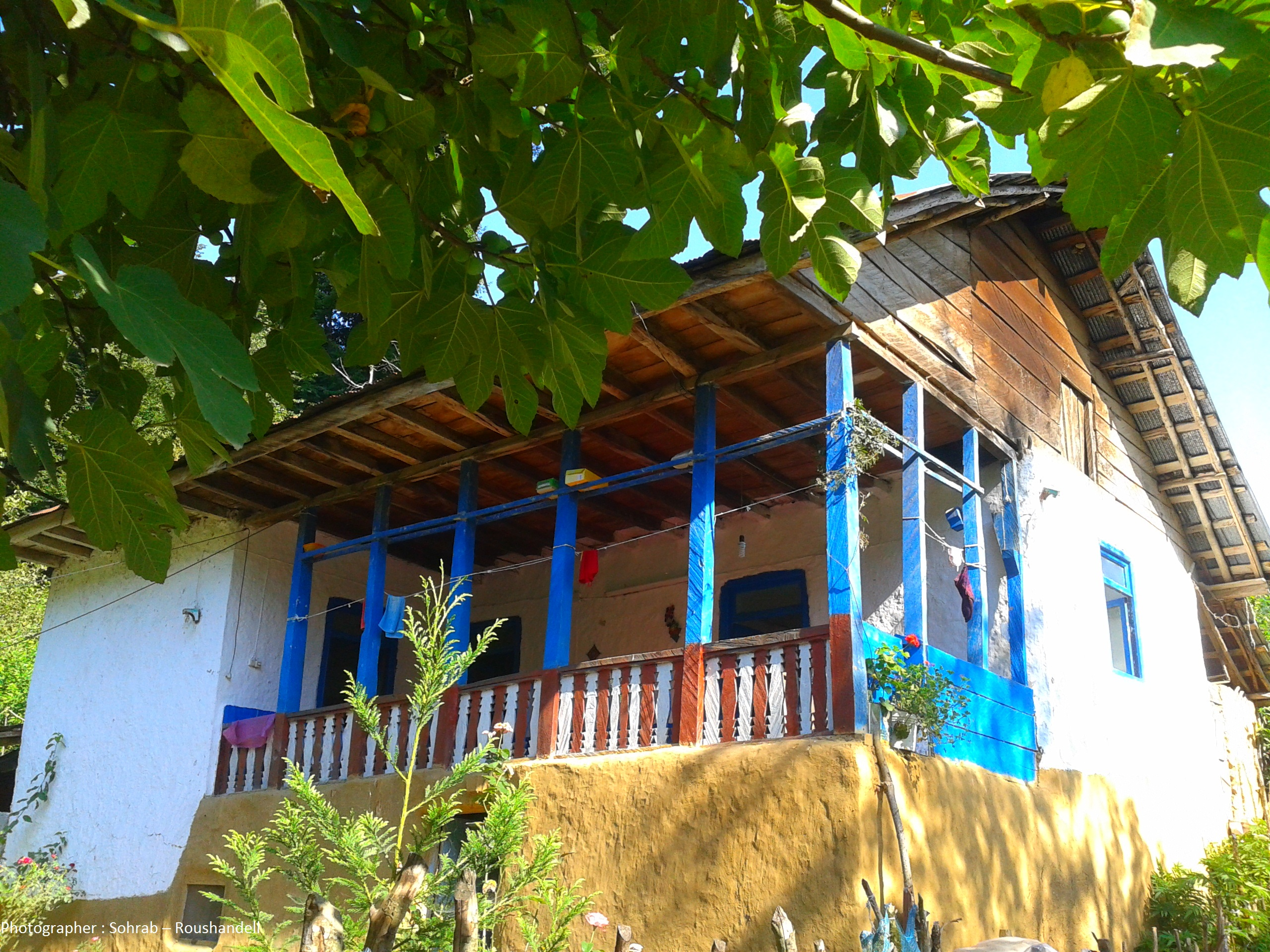
معماری اصیل روستا ،خرماسیسکوه ،کچلبن
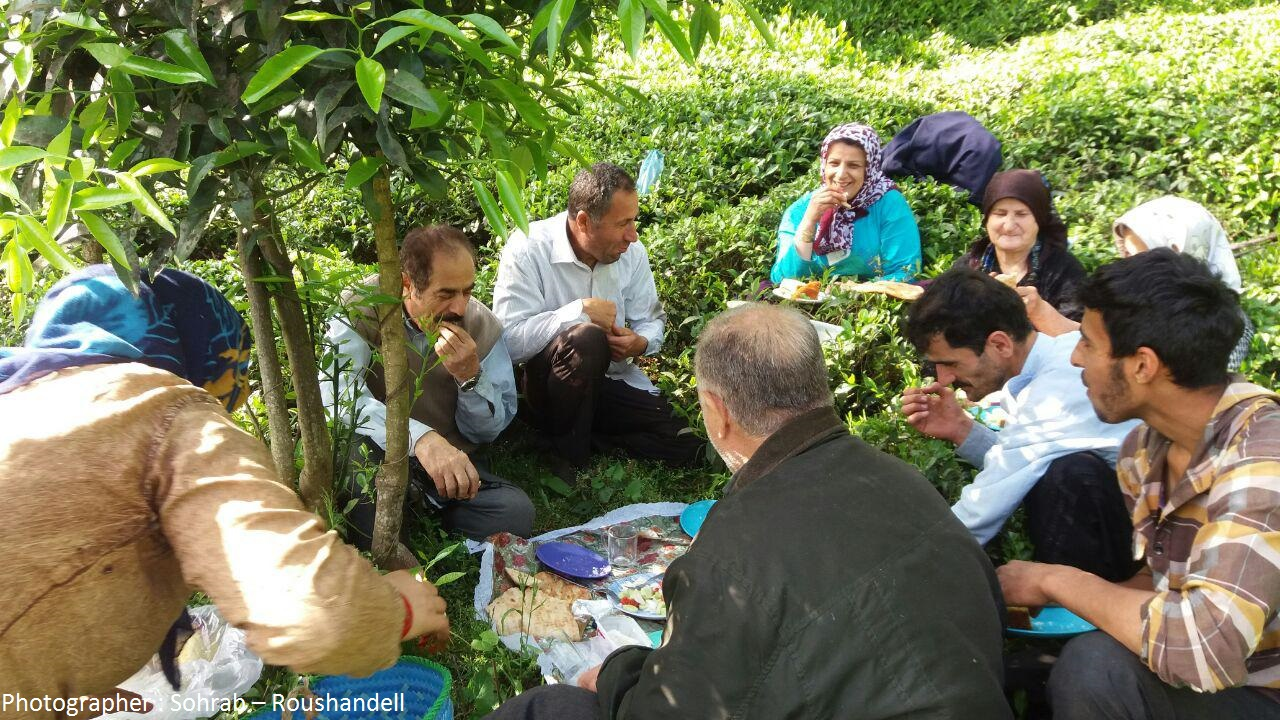
چاشت باغی - نارنجبن -اطاقور
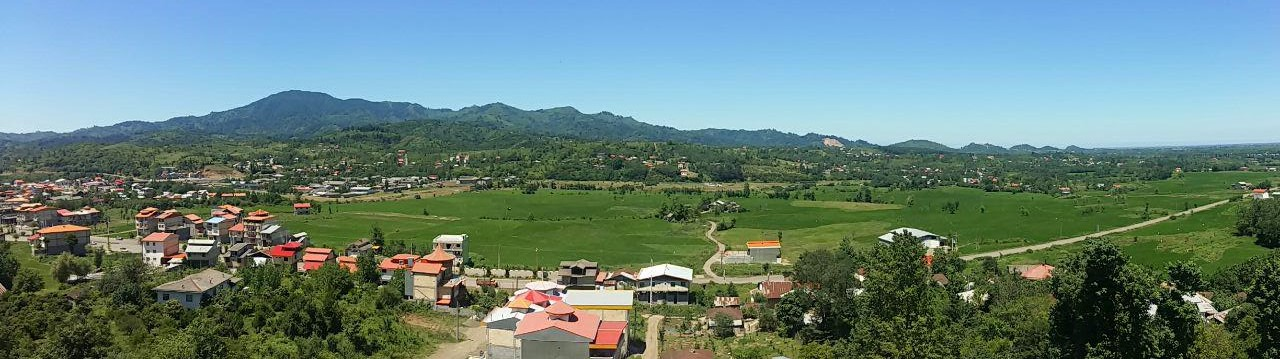
پانورما - اطاقور
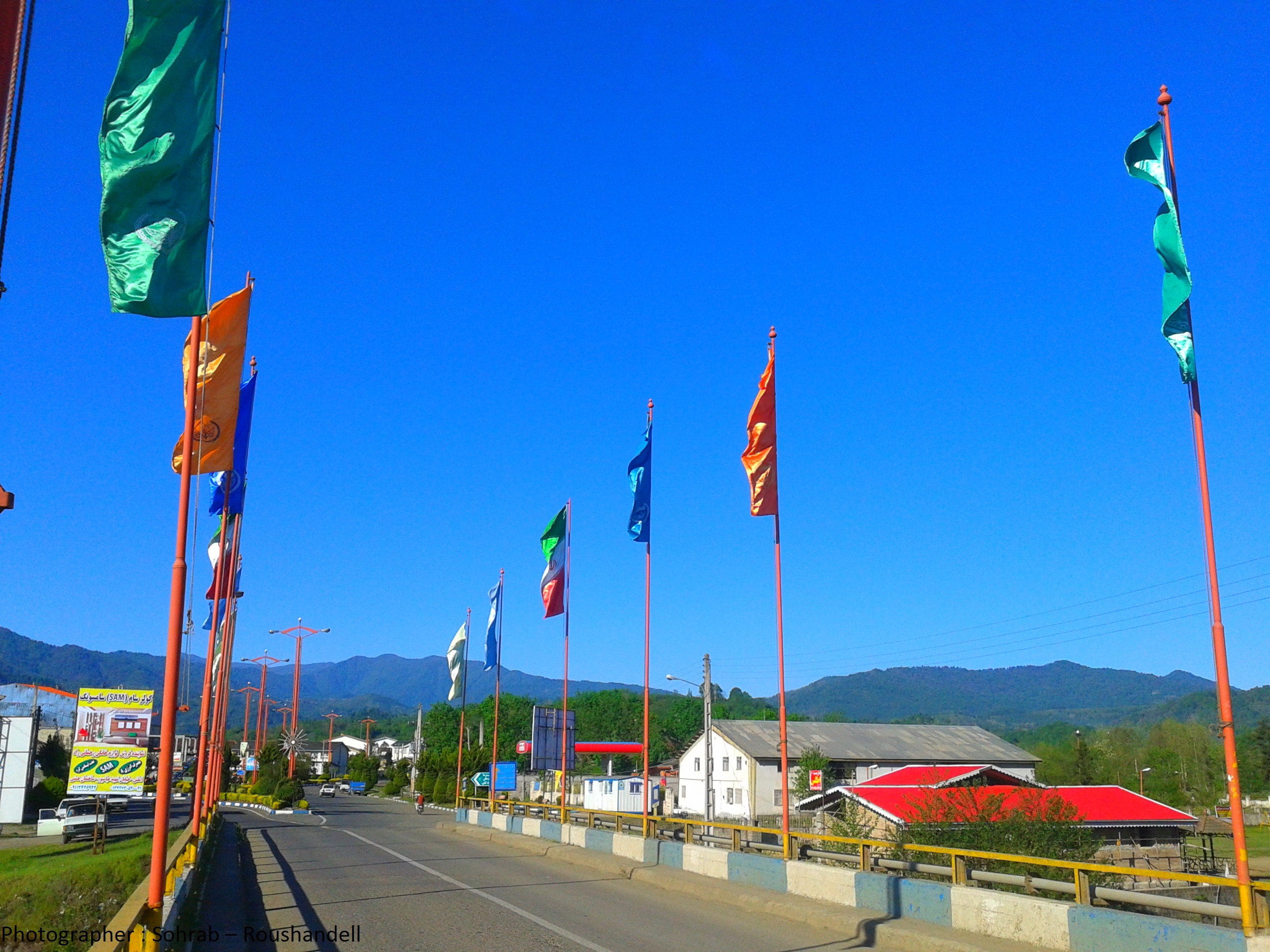
ورودی شهر اطاقور
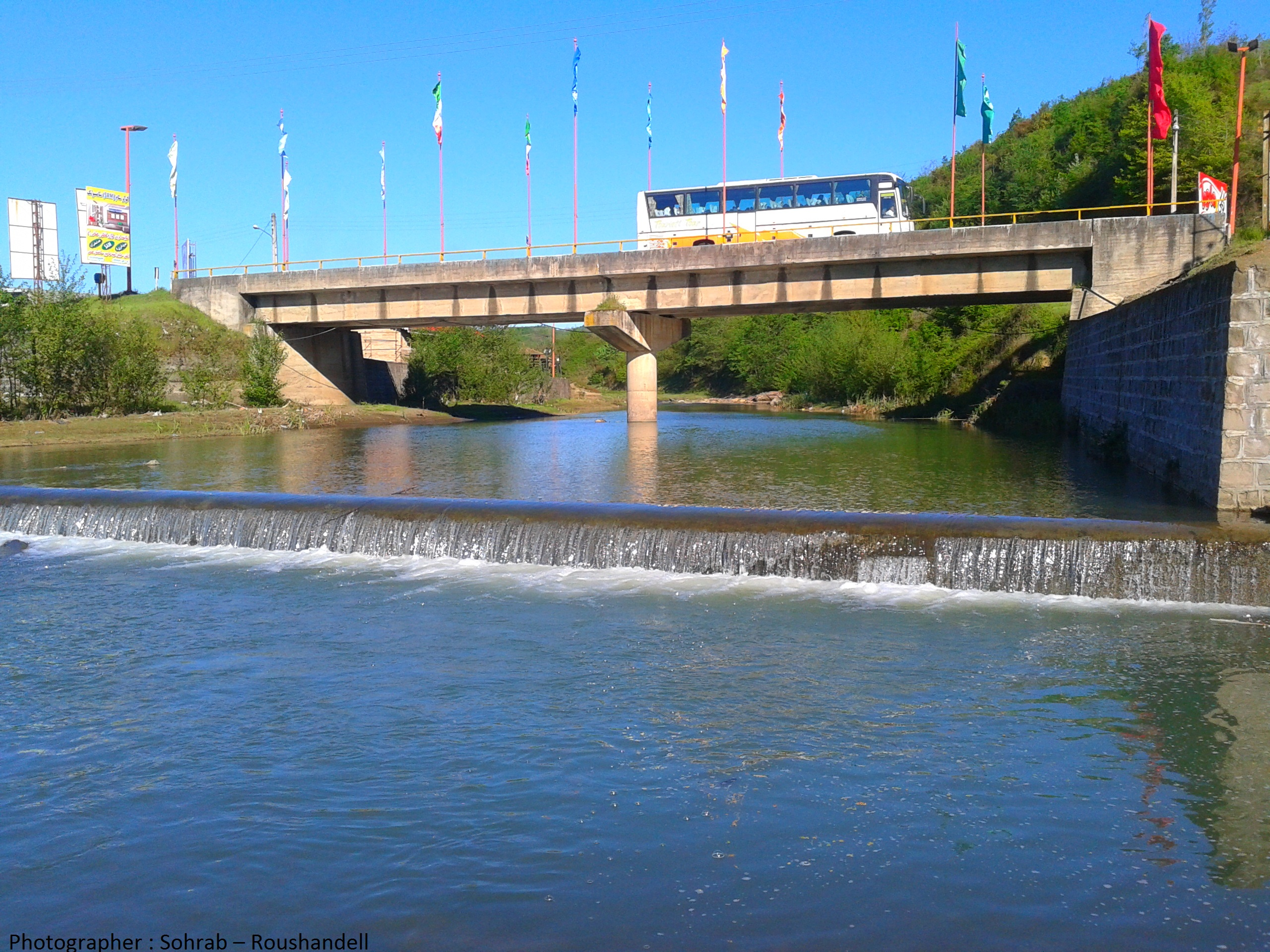
رودخانه شهر اطاقور
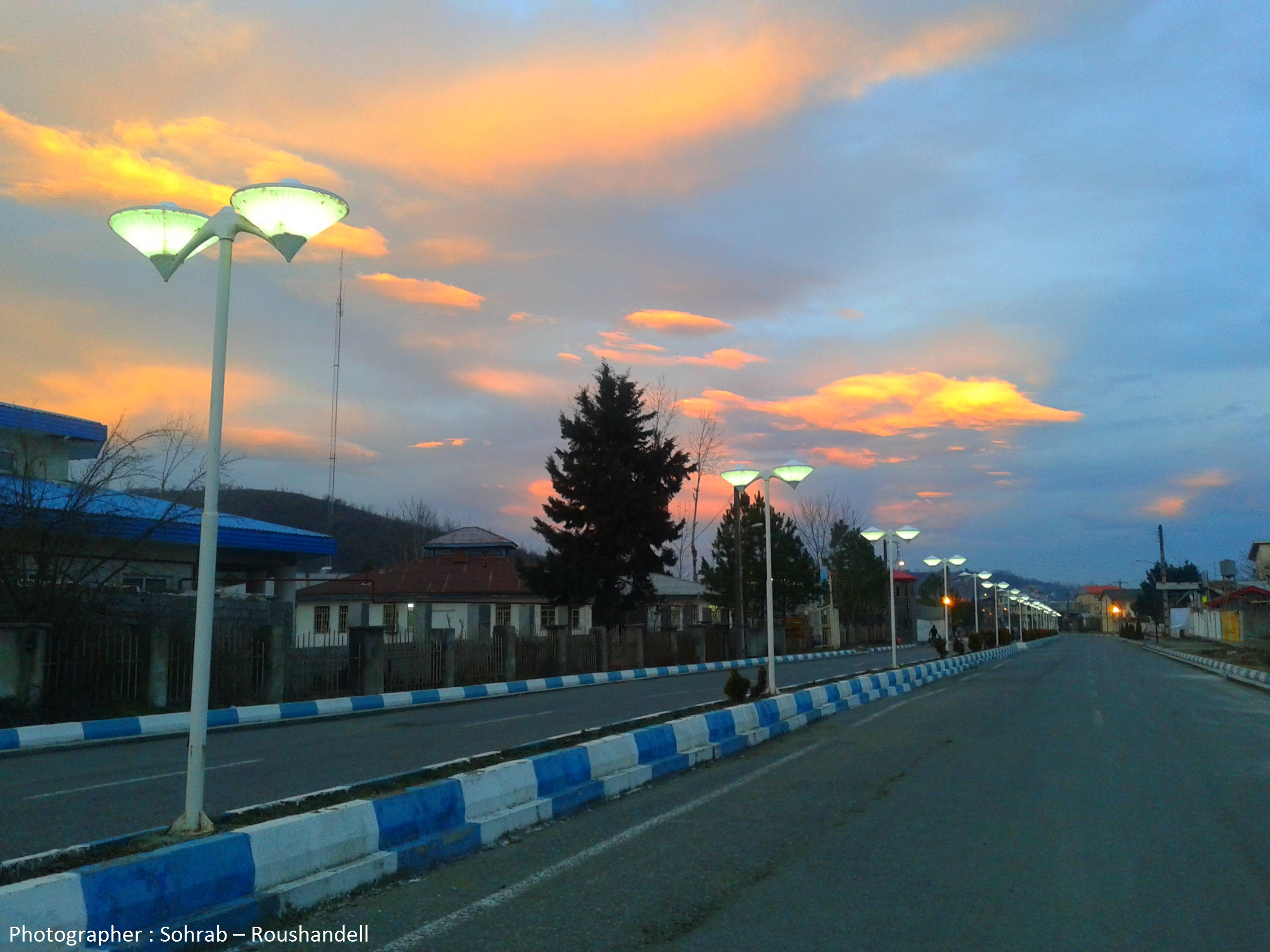
خیابان علی دوستی (اولین شهردار)
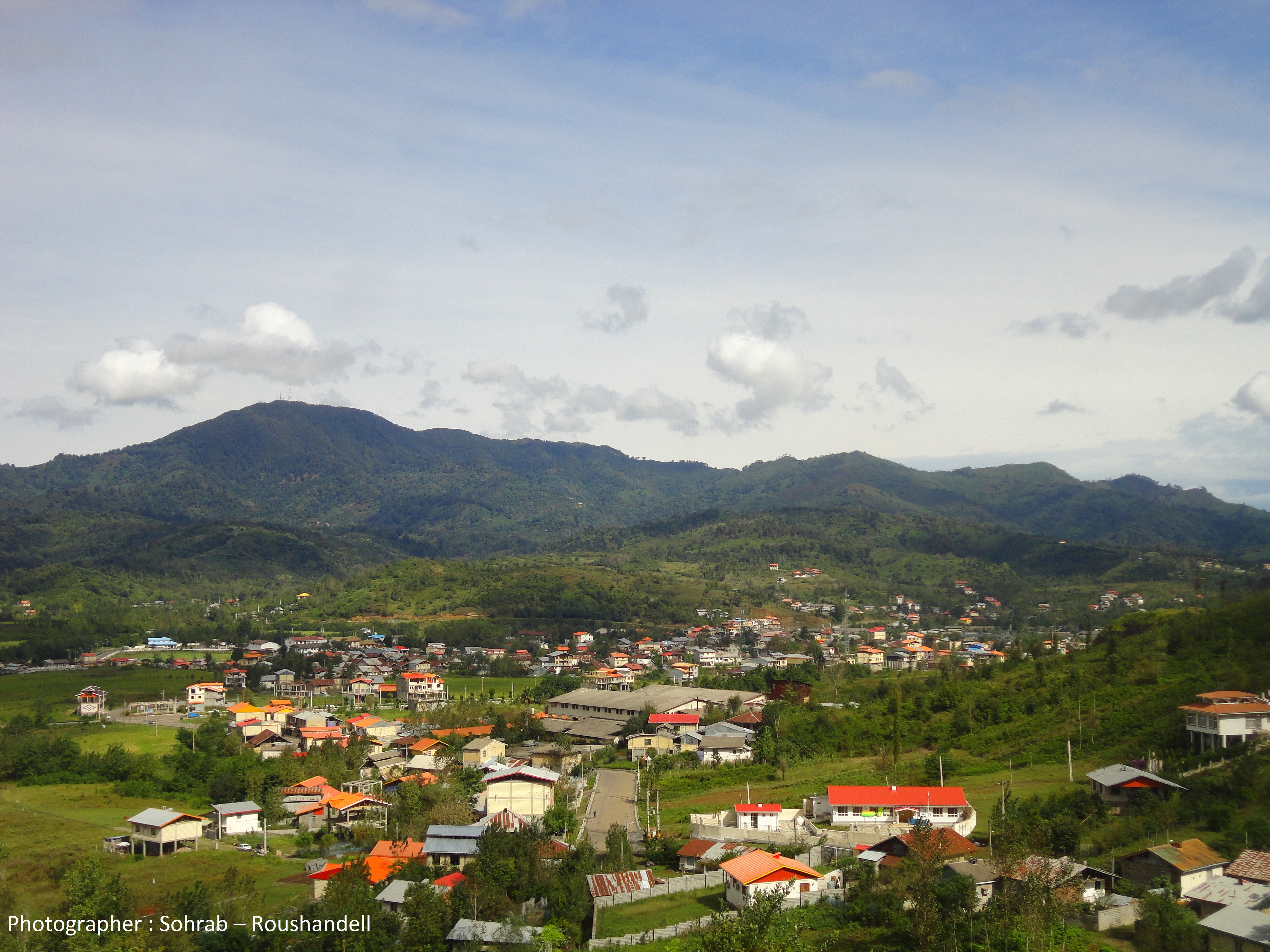
شهر اطاقور مهر ماه ۹۵
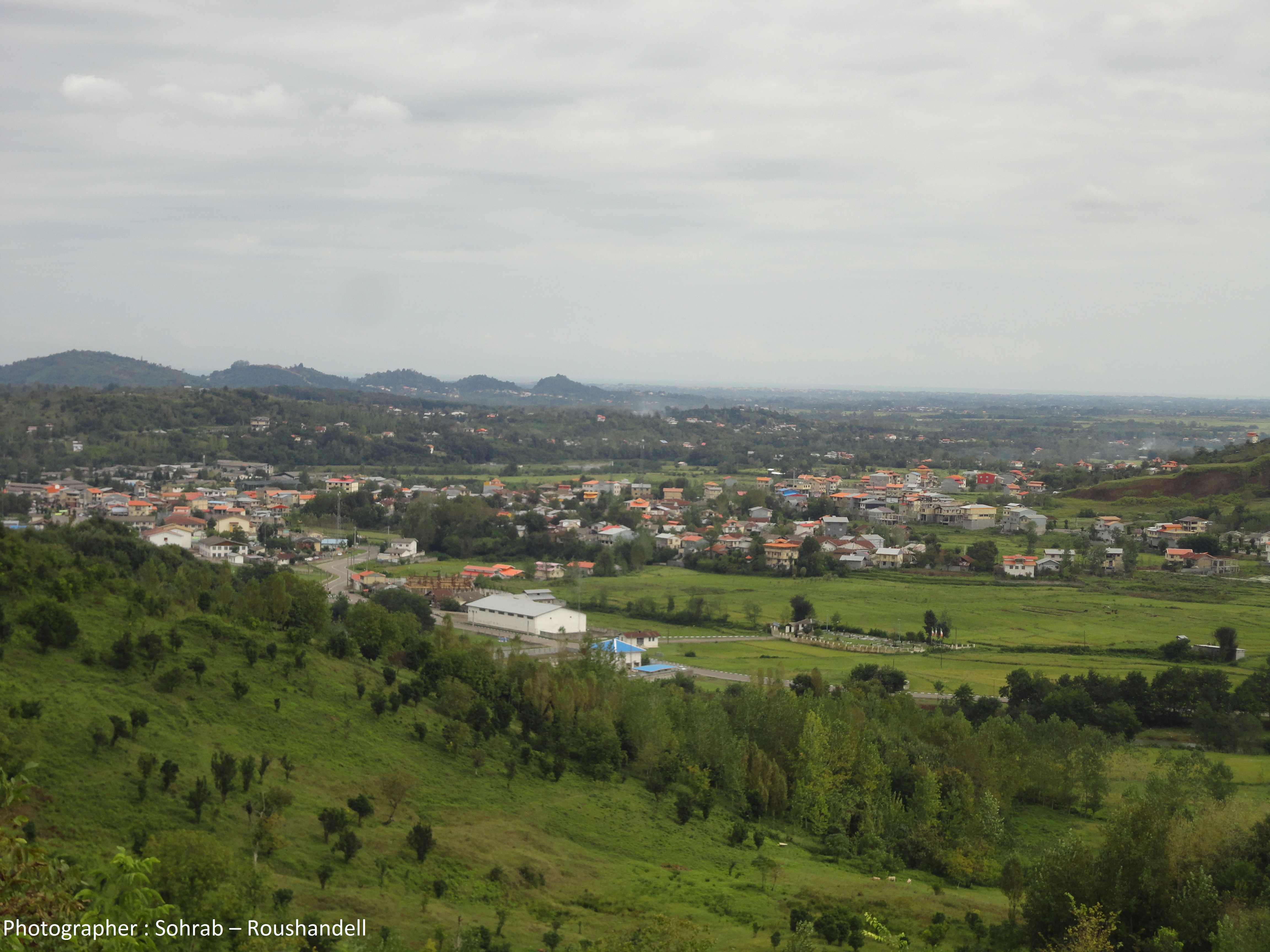
شهر اطاقور
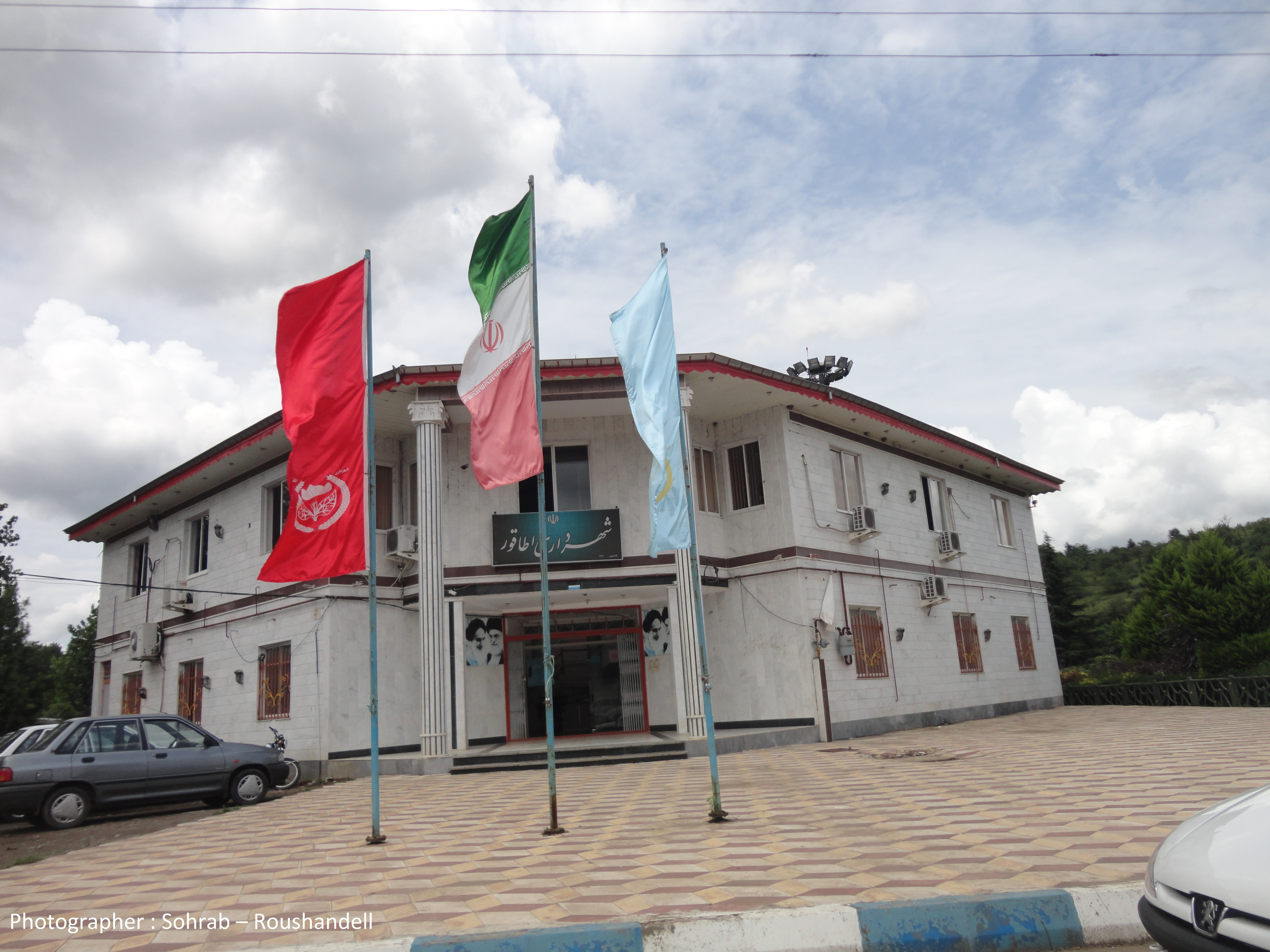
شهرداری اطاقور
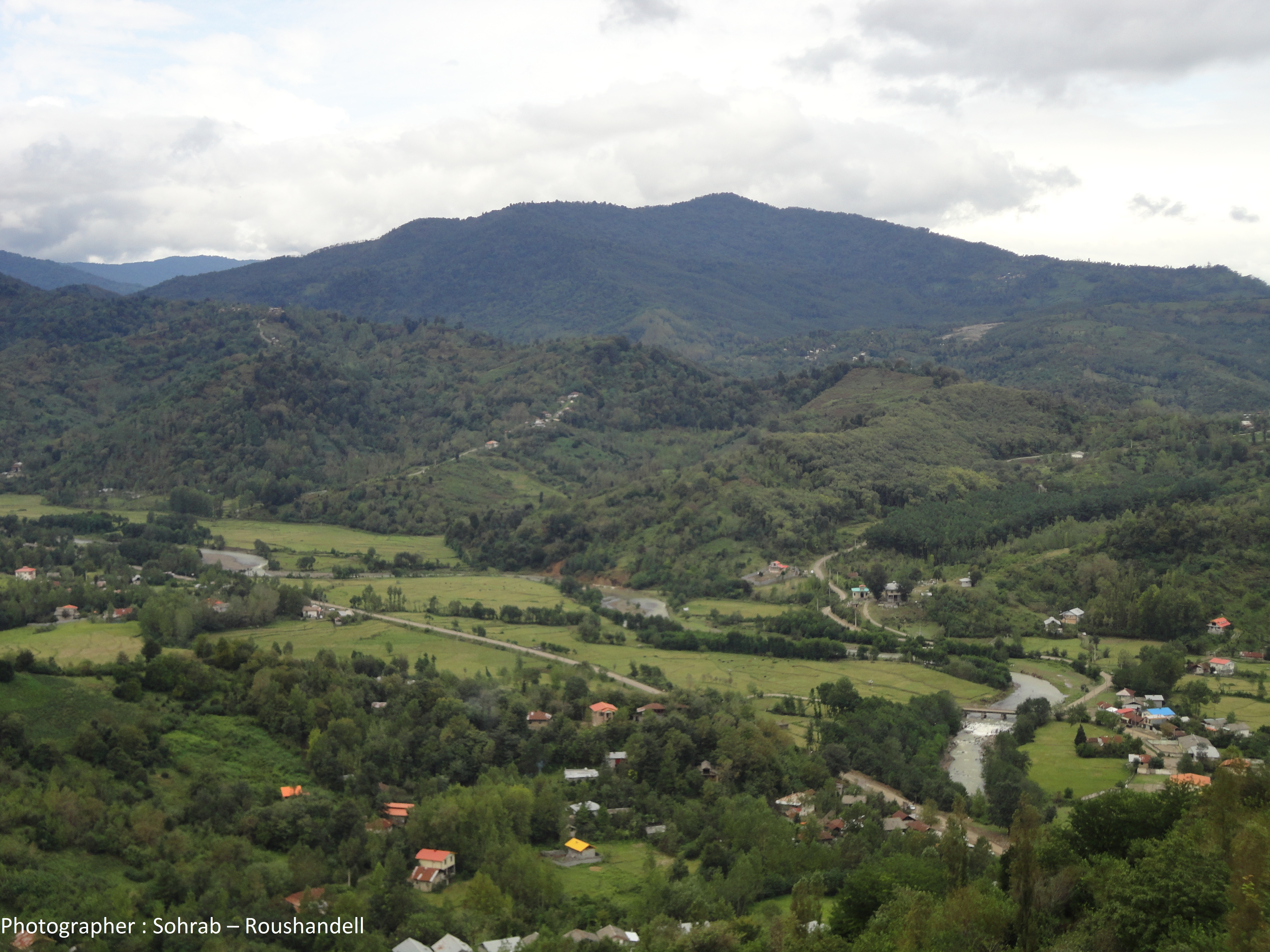
منطقه شکرکش و روستاهای اطراف
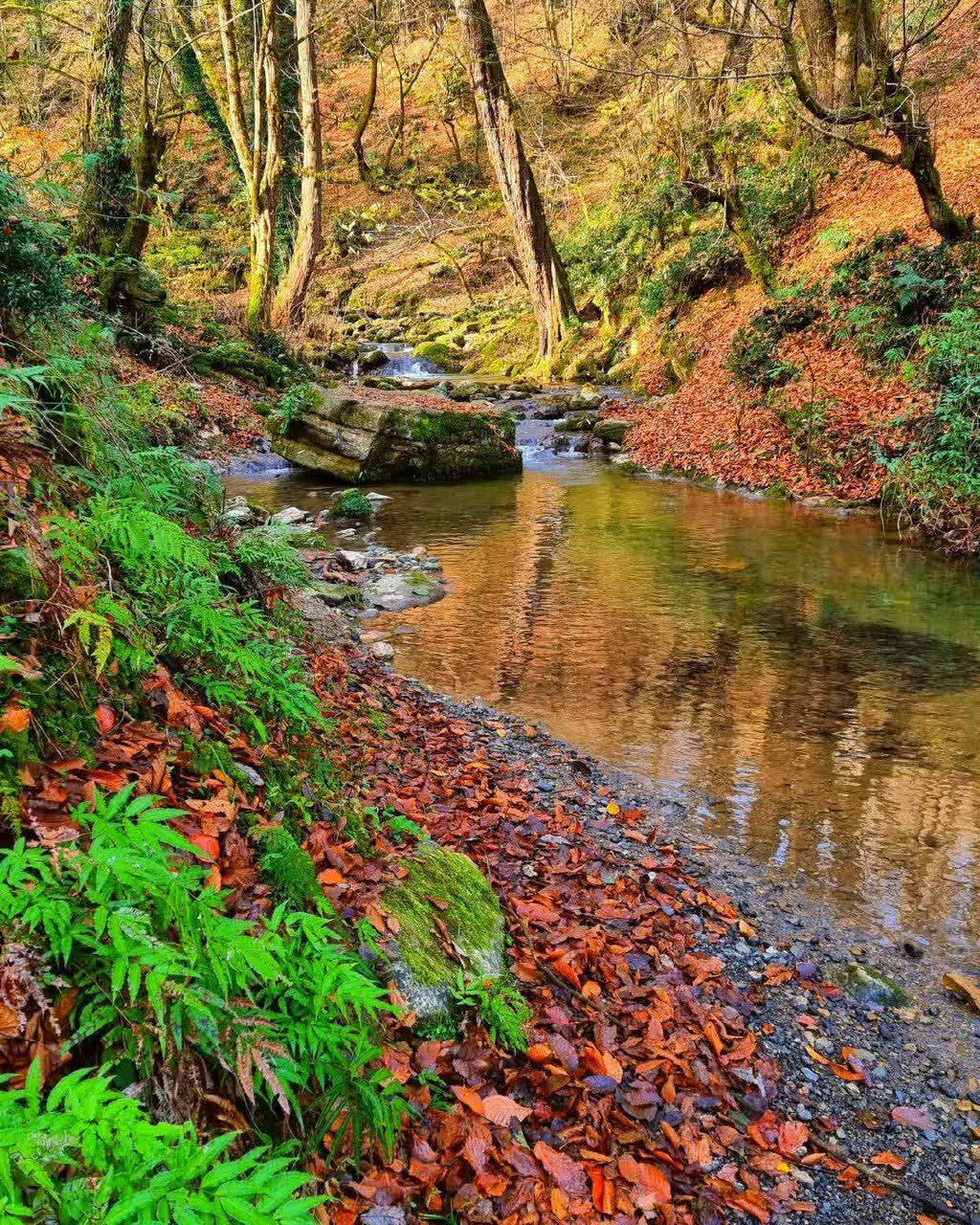
پاییز اطاقور